# Lijst van historische vlaggen van het Britse Rijk en afhankelijke territoria

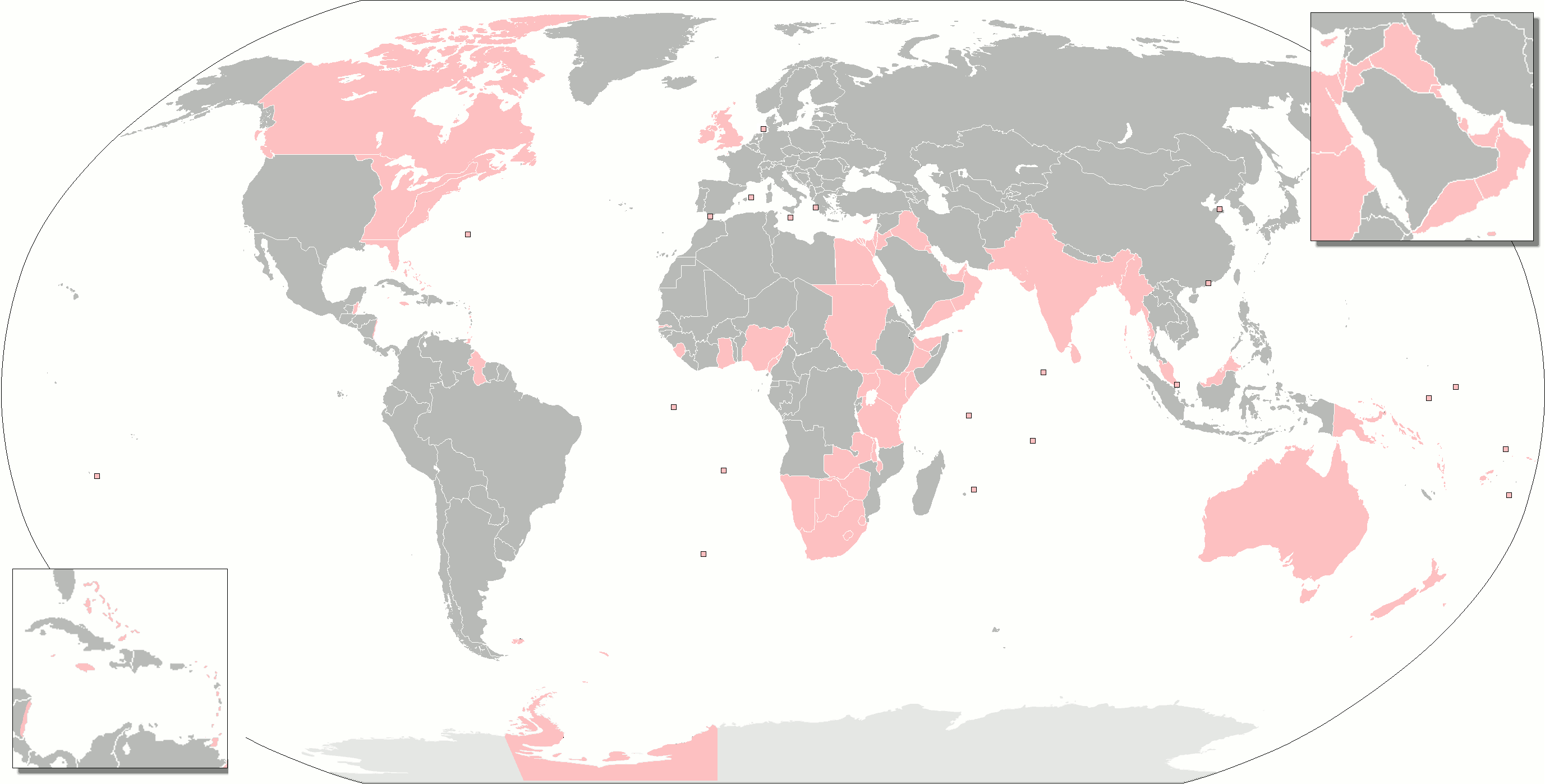
Vlaggen werden gebruikt om verschillende gebieden, kolonies en dominions in het Britse Rijk voor te stellen.

Dit artikel bevat een lijst van historische vlaggen van het Britse Rijk en afhankelijke territoria. De verschillende vlaggen die werden gebruikt in de verschillende dominions, kroonkolonies, protectoraten en gebieden die samen het Britse Rijk en de overzeese gebieden vormden. Vroege vlaggen die werden gebruikt in het hele Britse Rijk (inclusief de toenmalige Dertien koloniën die later de Verenigde Staten werden) waren meestal variaties van de Rode en Blauw vaandels van Groot-Brittannië zonder koloniale insignes of wapenschild. In de eerste helft van de 19e eeuw begonnen de eerste koloniën hun eigen koloniale insignes aan te schaffen, maar het duurde tot het Parlement van het Verenigd Koninkrijk de Colonial Naval Defence Act 1865 goedgekeurde voordat de koloniën verplicht werden om hun eigen emblemen aan te brengen.
De volgende lijst bevat alle voormalige en huidige vlaggen die zijn gebruikt in het Rijk en in de Britse overzeese gebieden.

## Koninkrijk Groot-Brittannië
| Land                        | Vlag                                     | Periode   | Gebruikt als           | Beschrijving                     |
| --------------------------- | ---------------------------------------- | --------- | ---------------------- | -------------------------------- |
| Koninkrijk Groot-Brittannië | Vlag van het Koninkrijk Groot-Brittannië | 1707-1800 | Nationale vlag         | zie Vlag van Groot-Brittannië    |
| Koninkrijk Groot-Brittannië | Vlag van de Royal Navy                   | 1707-1800 | Vlag van de Royal Navy | Wit vaandel, zie Britse vaandels |

## Verenigd Koninkrijk
| Land | Vlag                                     | Periode    | Gebruikt als                                       | Beschrijving                         |
| --- | ---------------------------------------- | ---------- | -------------------------------------------------- | ------------------------------------ |
| Verenigd Koninkrijk van Groot-Brittannië en Ierland (1801-1922) Verenigd Koninkrijk van Groot-Brittannië en Noord-Ierland (sinds 1922) | Vlag van het Verenigd Koninkrijk         | sinds 1801 | Nationale vlag                                     | zie Vlag van het Verenigd Koninkrijk |
| Verenigd Koninkrijk van Groot-Brittannië en Ierland (1801-1922) Verenigd Koninkrijk van Groot-Brittannië en Noord-Ierland (sinds 1922) | Rood vaandel, Britse handelsvlag         | sinds 1801 | ? Britse handelsvlag, marinevlag (tot 1864)        | Rood vaandel, zie Britse vaandels    |
| Verenigd Koninkrijk van Groot-Brittannië en Ierland (1801-1922) Verenigd Koninkrijk van Groot-Brittannië en Noord-Ierland (sinds 1922) | Blauw vaandel, Britse staatsvlag ter zee | sinds 1801 | ? Britse staatsvlag ter zee, marinevlag (tot 1864) | Blauw vaandel, zie Britse vaandels   |
| Verenigd Koninkrijk van Groot-Brittannië en Ierland (1801-1922) Verenigd Koninkrijk van Groot-Brittannië en Noord-Ierland (sinds 1922) | Wit vaandel, Britse oorlogsvlag ter zee  | sinds 1801 | ? Britse marinevlag                                | Wit vaandel, zie Britse vaandels     |
| Noord-Ierland | Vlag van Noord-Ierland (1929-1973)       | 1929-1973  | Vlag van de regering van Noord-Ierland             | zie Vlag van Noord-Ierland           |

## Historische vlaggen van het Britse Rijk en de overzeese gebieden

### Aden
| Gebied       | Vlag                    | Periode   | Gebruikt als            | Beschrijving      |
| ------------ | ----------------------- | --------- | ----------------------- | ----------------- |
| Kolonie Aden | Koloniale vlag van Aden | 1937-1963 | Koloniale vlag van Aden | zie Vlag van Aden |

### Akrotiri en Dhekelia
| Gebied               | Vlag                          | Periode    | Gebruikt als                  | Beschrijving |
| -------------------- | ----------------------------- | ---------- | ----------------------------- | --- |
| Akrotiri en Dhekelia | Vlag van Akrotiri en Dhekelia | sinds 1960 | Vlag van Akrotiri en Dhekelia | De Sovereign Base Areas Akrotiri en Dhekelia hebben nooit hun eigen officiële vlag gehad en gebruiken in plaats daarvan de Union Jack voor alle officiële doeleinden. zie Vlag van het Verenigd Koninkrijk |

### Anglo-Egyptisch Soedan
| Gebied                 | Vlag                            | Periode   | Gebruikt als                    | Beschrijving        |
| ---------------------- | ------------------------------- | --------- | ------------------------------- | ------------------- |
| Anglo-Egyptisch Soedan | Vlag van Anglo-Egyptisch Soedan | 1922-1956 | Vlag van Anglo-Egyptisch Soedan | zie Vlag van Soedan |

### Anguilla
| Gebied   | Vlag              | Periode    | Gebruikt als      | Beschrijving |
| -------- | ----------------- | ---------- | ----------------- | --- |
| Anguilla | Vlag van Anguilla | 1967-1969  | Vlag van Anguilla | De onafhankelijkheidsvlag uit 1967-1969 wordt nog steeds veel gezien en gebruikt op het eiland als onofficiële vlag. |
| Anguilla | Vlag van Anguilla | sinds 1990 | Vlag van Anguilla | zie Vlag van Anguilla                                                                                                |

### Antigua en Barbuda
| Gebied             | Vlag      | Periode   | Gebruikt als                          | Beschrijving |
| ------------------ | --------- | --------- | ------------------------------------- | --- |
| Antigua en Barbuda |           | 1956-1962 | Koloniale vlag van Antigua en Barbuda | zie Vlag van Antigua en Barbuda |
| Antigua en Barbuda | 1962-1967 |           | Koloniale vlag van Antigua en Barbuda | zie Vlag van Antigua en Barbuda |
| Antigua en Barbuda |           | 1967-1981 | Koloniale vlag van Antigua en Barbuda | Deze vlag werd in 1967 aangenomen om aan te geven dat Antigua en Barbuda de status van geassocieerde staat met het Verenigd Koninkrijk kregen en bleef in gebruik na de volledige onafhankelijkheid in 1981. |

### Australië
Australië werd formeel een onafhankelijk land van het Verenigd Koninkrijk door de Statuut van de Westminster Adoptiewet 1942 die het Statuut van Westminster (1931) formeel goedkeurde en de goedkeuring terugbracht tot 3 september 1939.
| Gebied    | Vlag                         | Periode    | Gebruikt als                 | Beschrijving           |
| --------- | ---------------------------- | ---------- | ---------------------------- | ---------------------- |
| Australië | Vlag van Australië 1901-1903 | 1901-1903  | Nationale vlag van Australië | zie Vlag van Australië |
| Australië | Vlag van Australië 1901-1903 | 1901-1903  | Handelsvlag van Australië    | zie Vlag van Australië |
| Australië | Vlag van Australië 1903-1908 | 1903-1908  | Nationale vlag van Australië | zie Vlag van Australië |
| Australië | Vlag van Australië 1903-1908 | 1903-1908  | Handelsvlag van Australië    | zie Vlag van Australië |
| Australië | Vlag van Australië           | sinds 1908 | Nationale vlag van Australië | zie Vlag van Australië |
| Australië | Vlag van Australië           | sinds 1908 | Handelsvlag van Australië    | zie Vlag van Australië |

#### Australische staten
| Staat                     | Vlag                                 | Periode    | Gebruikt als             | Beschrijving |
| ------------------------- | ------------------------------------ | ---------- | ------------------------ | --- |
| Provincie New South Wales | Vlag van New South Wales (1867-1870) | 1867-1870  | Vlag van New South Wales | zie Vlag van New South Wales |
| Provincie New South Wales | Vlag van New South Wales (1870-1876) | 1870-1876  | Vlag van New South Wales | zie Vlag van New South Wales |
| Provincie New South Wales | Vlag van New South Wales             | sinds 1876 | Vlag van New South Wales | zie Vlag van New South Wales |
| Provincie Queensland      | Vlag van Queensland                  | 1870-1876  | Vlag van Queensland      | zie Vlag van Queensland |
| Provincie Queensland      | Vlag van Queensland                  | 1876-1901  | Vlag van Queensland      | zie Vlag van Queensland |
| Provincie Queensland      | Vlag van Queensland                  | 1901-1952  | Vlag van Queensland      | zie Vlag van Queensland |
| Provincie Queensland      | Vlag van Queensland                  | sinds 1952 | Vlag van Queensland      | zie Vlag van Queensland |
| Provincie Tasmanië        | Vlag van Tasmanië                    | 1875       | Vlag van Tasmanië        | De vlag bestaat uit een wit kruis op een blauw veld, in het kanton stond de vlag van het Verenigd Koninkrijk en in de rechterzijde stonden vijf vijfpuntige sterren van het Zuiderkruis. |
| Provincie Tasmanië        | Vlag van Tasmanië                    | sinds 1875 | Vlag van Tasmanië        | De vlag van Tasmanië is een Brits blue ensign met aan de rechterkant een witte cirkel met een rode leeuw, die de band met Engeland moet symboliseren. |
| Provincie Victoria        | Vlag van Victoria                    | 1870-1877  | Vlag van Victoria        | De vlag van Victoria is een Brits blue ensign met aan de rechterkant die het sterrenbeeld Zuiderkruis. |
| Provincie Victoria        | Vlag van Victoria                    | 1877       | Vlag van Victoria        | De vlag van Victoria is een Brits blue ensign met aan de rechterkant een witte cirkel met daarin het gekroonde blauwe wapenschild met daarin het sterrenbeeld Zuiderkruis. |
| Provincie Victoria        | Vlag van Victoria                    | 1877-1901  | Vlag van Victoria        | De vlag van Victoria is een Brits blue ensign met aan de rechterkant die het sterrenbeeld Zuiderkruis. Boven de sterren staat de Sint-Eduardskroon. |
| Provincie Victoria        | Vlag van Victoria                    | 1901-1952  | Vlag van Victoria        | De vlag van Victoria is een Brits blue ensign met aan de rechterkant die het sterrenbeeld Zuiderkruis. Boven de sterren staat de Sint-Eduardskroon. |
| Provincie Victoria        | Vlag van Victoria                    | sinds 1952 | Vlag van Victoria        | De vlag van Victoria is een Brits blue ensign met aan de rechterkant die het sterrenbeeld Zuiderkruis. Boven de sterren staat de Sint-Eduardskroon. |
| Provincie West-Australië  | Vlag van West-Australië              | 1870-1953  | Vlag van West-Australië  | Brits blue ensign met aan de rechterkant een zwarte zwaan in een gele cirkel. De zwaan keek weg van de hijszijde. |
| Provincie West-Australië  | Vlag van West-Australië (1870-1953)  | sinds 1953 | Vlag van West-Australië  | De vlag van West-Australië is een Brits blue ensign met aan de rechterkant een zwarte zwaan in een gele cirkel. De vorige versie van de vlag zag er hetzelfde uit als de huidige, maar de zwaan keek de andere kant op. Nu kijkt hij richting de hijszijde. |
| Provincie Zuid-Australië  | Vlag van Zuid-Australië              | 1870-1876  | Vlag van Zuid-Australië  | De vlag van Zuid-Australië is een Brits blue ensign met aan de rechterkant een zwarte cirkel met daarin het Zuiderkruis en de twee wijzers (Alpha Centauri en Beta Centauri). |
| Provincie Zuid-Australië  | Vlag van Zuid-Australië              | 1876-1904  | Vlag van Zuid-Australië  | De vlag van Zuid-Australië is een Brits blue ensign met aan de rechterkant een gouden cirkel met daarin een Australische ekster die zijn vleugels uitspreidt. |
| Provincie Zuid-Australië  | Vlag van Zuid-Australië              | sinds 1904 | Vlag van Zuid-Australië  | De vlag van Zuid-Australië is een Brits blue ensign met aan de rechterkant een badge. Het ontwerp van de badge was een artistieke weergave van de aankomst van Britannia (een blanke vrouw in vloeiende gewaden en met een schild in de hand, die de nieuwe kolonisten voorstelt) die een Aboriginals ontmoet die met een speer op een rotsachtige kustlijn zit. Achter de Aboriginal lijkt een kangoeroe in de rotsen te zijn gekerfd. Deze vlag werd aangenomen na een verzoek van het Colonial Office voor een nieuw ontwerp boven de oude vanwege de gelijkenis met de vlaggen van Nieuw-Zeeland en Victoria. |

### Bahama's
| Gebied   | Vlag                           | Periode   | Gebruikt als                   | Beschrijving             |
| -------- | ------------------------------ | --------- | ------------------------------ | ------------------------ |
| Bahama's | Koloniale vlag van de Bahama's | 1869-1904 | Koloniale vlag van de Bahama's | zie Vlag van de Bahama's |
| Bahama's | Koloniale vlag van de Bahama's | 1904-1923 | Koloniale vlag van de Bahama's | zie Vlag van de Bahama's |
| Bahama's | Koloniale vlag van de Bahama's | 1923-1953 | Koloniale vlag van de Bahama's | zie Vlag van de Bahama's |
| Bahama's | Koloniale vlag van de Bahama's | 1953-1964 | Koloniale vlag van de Bahama's | zie Vlag van de Bahama's |
| Bahama's | Handelsvlag van de Bahama's    | 1953-1964 | Handelsvlag van de Bahama's    | zie Vlag van de Bahama's |
| Bahama's | Koloniale vlag van de Bahama's | 1964-1973 | Koloniale vlag van de Bahama's | zie Vlag van de Bahama's |
| Bahama's | Handelsvlag van de Bahama's    | 1964-1973 | Handelsvlag van de Bahama's    | zie Vlag van de Bahama's |

### Bahrein
| Gebied  | Vlag                       | Periode   | Gebruikt als               | Beschrijving         |
| ------- | -------------------------- | --------- | -------------------------- | -------------------- |
| Bahrein | Koloniale vlag van Bahrein | 1820-1932 | Koloniale vlag van Bahrein | zie Vlag van Bahrein |
| Bahrein | Koloniale vlag van Bahrein | 1932-1972 | Koloniale vlag van Bahrein | zie Vlag van Bahrein |

### Barbados
| Gebied   | Vlag                        | Periode   | Gebruikt als                | Beschrijving          |
| -------- | --------------------------- | --------- | --------------------------- | --------------------- |
| Barbados | Koloniale vlag van Barbados | 1870-1966 | Koloniale vlag van Barbados | zie Vlag van Barbados |
| Barbados | Handelsvlag van Barbados    | 1870-1966 | Handelsvlag van Barbados    | zie Vlag van Barbados |

### Basutoland
| Gebied     | Vlag                                      | Periode   | Gebruikt als                      | Beschrijving         |
| ---------- | ----------------------------------------- | --------- | --------------------------------- | -------------------- |
| Basutoland | Koloniale vlag van Basutoland             | 1884-1966 | Koloniale vlag van Basutoland     | zie Vlag van Lesotho |
| Basutoland | Onofficiële koloniale vlag van Basutoland | 1951-1966 | (onofficiële) vlag van Basutoland | zie Vlag van Lesotho |

### Beneden-Canada
| Gebied         | Vlag                              | Periode   | Gebruikt als                      | Beschrijving     |
| -------------- | --------------------------------- | --------- | --------------------------------- | ---------------- |
| Beneden-Canada | Koloniale vlag van Beneden-Canada | 1791-1801 | Koloniale vlag van Beneden-Canada | zie Rood vaandel |
| Beneden-Canada | Koloniale vlag van Beneden-Canada | 1801-1841 | Koloniale vlag van Beneden-Canada | zie Rood vaandel |

### Bermuda
| Gebied  | Vlag                               | Periode   | Gebruikt als           | Beschrijving         |
| ------- | ---------------------------------- | --------- | ---------------------- | -------------------- |
| Bermuda | Vlag van Bermuda (1875-1910)       | 1875-1910 | Vlag van Bermuda       | zie Vlag van Bermuda |
| Bermuda | Vlag van Bermuda (1910-1999)       | 1910-1999 | Vlag van Bermuda       | zie Vlag van Bermuda |
| Bermuda | Dienstvlag van Bermuda (1910-1999) | 1910-1999 | Dienstvlag van Bermuda | zie Vlag van Bermuda |

### Birma
| Gebied | Vlag                     | Periode   | Gebruikt als         | Beschrijving         |
| ------ | ------------------------ | --------- | -------------------- | -------------------- |
| Birma  | Koloniale vlag van Birma | 1937-1948 | Koloniale vlag Birma | zie Vlag van Myanmar |

### Brits-Amerika
| Gebied        | Vlag                             | Periode                                                                                      | Gebruikt als                                                                          | Beschrijving |
| ------------- | -------------------------------- | -------------------------------------------------------------------------------------------- | ------------------------------------------------------------------------------------- | --- |
| Brits-Amerika | Koloniale vlag van Brits-Amerika | tot 1801 (Canada) tot 1776 (Verenigde Staten, de facto) tot 1783 (Verenigde Staten, de jure) | Koloniale vlag Brits-Amerika, waarvan een deel nu Canada en de Verenigde Staten zijn. | Een rood vaandel met de eerste versie van de Union Jack in het kanton (gevormd als een vierkant). Ook bekend als de Queen Ann Flag en gewijzigd in de Continental Colors van de Verenigde Staten als de Grand Union Flag in 1775. |

### Brits Antarctisch Territorium
| Gebied                        | Vlag                                             | Periode    | Gebruikt als                                     | Beschrijving                                   |
| ----------------------------- | ------------------------------------------------ | ---------- | ------------------------------------------------ | ---------------------------------------------- |
| Brits Antarctisch Territorium | Vlag van het Brits Antarctisch Territorium       | sinds 1963 | Vlag van het Brits Antarctisch Territorium       | zie Vlag van het Brits Antarctisch Territorium |
| Brits Antarctisch Territorium | Dienstvlag van het Brits Antarctisch Territorium | sinds 1969 | Dienstvlag van het Brits Antarctisch Territorium | zie Vlag van het Brits Antarctisch Territorium |

### Brits-Columbia
| Gebied                                                      | Vlag                                                                              | Periode   | Gebruikt als                                                                      | Beschrijving                                                                    |
| ----------------------------------------------------------- | --------------------------------------------------------------------------------- | --------- | --------------------------------------------------------------------------------- | ------------------------------------------------------------------------------- |
| Verenigde Koloniën van Vancouver Island en British Columbia | Koloniale vlag van de Verenigde Koloniën van Vancouver Island en British Columbia | 1866-1871 | Koloniale vlag van de Verenigde Koloniën van Vancouver Island en British Columbia | Een blauw vaandel met daarop de koloniale zegel, alles binnen een witte schijf. |

### Brits-Guiana
| Gebied       | Vlag                                        | Periode   | Gebruikt als                    | Beschrijving        |
| ------------ | ------------------------------------------- | --------- | ------------------------------- | ------------------- |
| Brits-Guiana | Koloniale vlag van Brits-Guiana (1875-1906) | 1875-1906 | Koloniale vlag van Brits-Guiana | zie Vlag van Guyana |
| Brits-Guiana | Koloniale vlag van Brits-Guiana (1906-1919) | 1906-1919 | Koloniale vlag van Brits-Guiana | zie Vlag van Guyana |
| Brits-Guiana | Koloniale vlag van Brits-Guiana (1919-1955) | 1919-1955 | Koloniale vlag van Brits-Guiana | zie Vlag van Guyana |
| Brits-Guiana | Koloniale vlag van Brits-Guiana (1955-1966) | 1955-1966 | Koloniale vlag van Brits-Guiana | zie Vlag van Guyana |

### Brits Indische Oceaanterritorium
| Gebied                           | Vlag                                                 | Periode    | Gebruikt als                                  | Beschrijving                                      |
| -------------------------------- | ---------------------------------------------------- | ---------- | --------------------------------------------- | ------------------------------------------------- |
| Brits Indische Oceaanterritorium | Vlag van het Brits Indische Oceaanterritorium (1990) | 1990       | Vlag van het Brits Indische Oceaanterritorium | zie Vlag van het Brits Indische Oceaanterritorium |
| Brits Indische Oceaanterritorium | Vlag van het Brits Indische Oceaanterritorium        | sinds 1990 | Vlag van het Brits Indische Oceaanterritorium | zie Vlag van het Brits Indische Oceaanterritorium |

### Brits-Oost-Afrika
| Gebied                               | Vlag                                    | Periode   | Gebruikt als                            | Beschrijving                                                                           |
| ------------------------------------ | --------------------------------------- | --------- | --------------------------------------- | -------------------------------------------------------------------------------------- |
| Imperial British East Africa Company | Vlag van de British East Africa Company | 1888-1895 | Vlag van de British East Africa Company | Een Union Jack met het logo van de Imperial British East Africa Company in het midden. |
| Brits Oost-Afrika                    | Koloniale vlag van Brits-Oost-Afrika    | 1895-1921 | Vlag van de Kroonkolonie Kenia          | zie Vlag van Kenia                                                                     |

### Brits-West-Afrika
| Gebied            | Vlag                                 | Periode   | Gebruikt als               | Beschrijving                                             |
| ----------------- | ------------------------------------ | --------- | -------------------------- | -------------------------------------------------------- |
| Brits-West-Afrika | Koloniale vlag van Brist-West-Afrika | 1866-1888 | Vlag van Brits-West-Afrika | Een blauw vaandel met het insigne van Brits-West-Afrika. |

### Britse Benedenwindse Eilanden
| Gebied                        | Vlag                                                | Periode   | Gebruikt als                                        | Beschrijving                                  |
| ----------------------------- | --------------------------------------------------- | --------- | --------------------------------------------------- | --------------------------------------------- |
| Britse Benedenwindse Eilanden | Koloniale vlag van de Britse Benedenwindse Eilanden | 1871-1956 | Koloniale vlag van de Britse Benedenwindse Eilanden | zie Vlag van de Britse Benedenwindse Eilanden |

### Britse Bovenwindse Eilanden
| Gebied                      | Vlag                                              | Periode   | Gebruikt als                                      | Beschrijving                                |
| --------------------------- | ------------------------------------------------- | --------- | ------------------------------------------------- | ------------------------------------------- |
| Britse Bovenwindse Eilanden | Koloniale vlag van de Britse Bovenwindse Eilanden | 1886-1903 | Koloniale vlag van de Britse Bovenwindse Eilanden | zie Vlag van de Britse Bovenwindse Eilanden |
| Britse Bovenwindse Eilanden | Koloniale vlag van de Britse Bovenwindse Eilanden | 1903-1953 | Koloniale vlag van de Britse Bovenwindse Eilanden | zie Vlag van de Britse Bovenwindse Eilanden |
| Britse Bovenwindse Eilanden | Koloniale vlag van de Britse Bovenwindse Eilanden | 1953-1960 | Koloniale vlag van de Britse Bovenwindse Eilanden | zie Vlag van de Britse Bovenwindse Eilanden |

### Britse Maagdeneilanden
| Gebied                 | Vlag                                      | Periode    | Gebruikt als                              | Beschrijving                           |
| ---------------------- | ----------------------------------------- | ---------- | ----------------------------------------- | -------------------------------------- |
| Britse Maagdeneilanden | Vlag van de Britse Maagdeneilanden        | sinds 1960 | Vlag van de Britse Maagdeneilanden        | zie Vlag van de Britse Maagdeneilanden |
| Britse Maagdeneilanden | Handelsvlag van de Britse Maagdeneilanden | sinds 1960 | Handelsvlag van de Britse Maagdeneilanden | zie Vlag van de Britse Maagdeneilanden |

### Brunei
| Gebied              | Vlag                         | Periode   | Gebruikt als                 | Beschrijving        |
| ------------------- | ---------------------------- | --------- | ---------------------------- | ------------------- |
| Protectoraat Brunei | Vlag van Protectoraat Brunei | 1906-1959 | Vlag van Protectoraat Brunei | zie Vlag van Brunei |
| Protectoraat Brunei | Vlag van Protectoraat Brunei | 1959-1983 | Vlag van Protectoraat Brunei | zie Vlag van Brunei |

### Canada
Canada werd formeel een onafhankelijk land van het Verenigd Koninkrijk onder het Statuut van Westminster (1931).
| Gebied | Vlag                                             | Periode   | Gebruikt als                                             | Beschrijving |
| ------ | ------------------------------------------------ | --------- | -------------------------------------------------------- | --- |
| Canada | Vlag van Canada (1867-1931)                      | 1867-1931 | Nationale vlag van Canada                                | De Union Jack was de formele nationale vlag van Canada van de Confederatie tot 1965. Vanaf het einde van de 19e eeuw tot 1965 werd echter ook de civiele Canadese vaandel, de Canadese Rode Vaan, gebruikt als onofficiële nationale vlag en symbool voor Canada. |
| Canada | Vlag van Canada (1868-1921)                      | 1868-1921 | Vlag van Canada (handelsvlag en de facto nationale vlag) | zie Vlag van Canada |
| Canada | Vlag van Canada (variant handelsvlag, 1870)      | 1870      | Vlag van Canada (variant handelsvlag)                    | zie Vlag van Canada |
| Canada | Vlag van Canada (variant handelsvlag, 1873)      | 1873      | Vlag van Canada (variant handelsvlag)                    | zie Vlag van Canada |
| Canada | Vlag van Canada (variant handelsvlag, 1896)      | 1896      | Vlag van Canada (variant handelsvlag)                    | zie Vlag van Canada |
| Canada | Vlag van Canada (variant handelsvlag, 1896)      | 1896      | Vlag van Canada (variant handelsvlag)                    | zie Vlag van Canada |
| Canada | Dienstvlag ter zee van Canada (1868–1921)        | 1868-1921 | Dienstvlag ter zee van Canada                            | zie Vlag van Canada |
| Canada | Vlag van Canada (variant handelsvlag, 1873–1921) | 1873-1921 | Vlag van Canada (variant handelsvlag)                    | zie Vlag van Canada |
| Canada | Vlag van Canada (variant handelsvlag, 1905–1922) | 1905-1922 | Vlag van Canada (variant handelsvlag)                    | zie Vlag van Canada |
| Canada | Vlag van Canada (variant dienstvlag, 1905–1922)  | 1905-1922 | Vlag van Canada (variant dienstvlag)                     | zie Vlag van Canada |
| Canada | Vlag van Canada (1921-1931)                      | 1921-1931 | Vlag van Canada (handelsvlag en de facto nationale vlag) | zie Vlag van Canada |
| Canada | Vlag van Canada (variant handelsvlag, 1921-1931) | 1921-1931 | Vlag van Canada (variant handelsvlag)                    | zie Vlag van Canada |
| Canada | Dienstvlag ter zee van Canada (1921-1931)        | 1921-1931 | Dienstvlag ter zee van Canada                            | zie Vlag van Canada |

### Centraal-Afrikaans Protectoraat
| Gebied                                | Vlag                         | Periode   | Gebruikt als                                       | Beschrijving        |
| ------------------------------------- | ---------------------------- | --------- | -------------------------------------------------- | ------------------- |
| Brits Centraal-Afrikaans Protectoraat | Koloniale vlag van Nyasaland | 1893-1914 | Vlag van het Brits Centraal-Afrikaans Protectoraat | zie Vlag van Malawi |

### Ceylon
| Gebied       | Vlag                            | Periode   | Gebruikt als                    | Beschrijving        |
| ------------ | ------------------------------- | --------- | ------------------------------- | ------------------- |
| Brits-Ceylon | Koloniale vlag van Brits Ceylon | 1875-1948 | Koloniale vlag van Brits Ceylon | zie Vlag van Ceylon |

### Cookeilanden
| Gebied                        | Vlag                                      | Periode   | Gebruikt als                              | Beschrijving                 |
| ----------------------------- | ----------------------------------------- | --------- | ----------------------------------------- | ---------------------------- |
| Koninkrijk Rarotonga          | Vlag van het Koninkrijk Rarotonga         | 1888-1893 | Vlag van het Koninkrijk Rarotonga         | zie Vlag van de Cookeilanden |
| Federatie van de Cookeilanden | Vlag van de Federatie van de Cookeilanden | 1893-1901 | Vlag van de Federatie van de Cookeilanden | zie Vlag van de Cookeilanden |

### Cyprus
| Gebied              | Vlag                                        | Periode   | Gebruikt als                           | Beschrijving        |
| ------------------- | ------------------------------------------- | --------- | -------------------------------------- | ------------------- |
| Kroonkolonie Cyprus | Vlag van de Kroonkolonie Cyprus (1881–1922) | 1881-1922 | Vlag van de Kroonkolonie Cyprus        | zie Vlag van Cyprus |
| Kroonkolonie Cyprus | Vlag van de Kroonkolonie Cyprus             | 1922-1960 | Vlag van de Kroonkolonie Cyprus        | zie Vlag van Cyprus |
| Kroonkolonie Cyprus | Handelsvlag van de Kroonkolonie Cyprus      | 1922-1960 | Handelsvlag van de Kroonkolonie Cyprus | zie Vlag van Cyprus |

### Dominica
| Gebied   | Vlag      | Periode   | Gebruikt als                | Beschrijving          |
| -------- | --------- | --------- | --------------------------- | --------------------- |
| Dominica |           | 1955-1965 | Koloniale vlag van Dominica | zie Vlag van Dominica |
| Dominica | 1965-1978 |           | Koloniale vlag van Dominica | zie Vlag van Dominica |

### Falklandeilanden
| Gebied           | Vlag                                            | Periode   | Gebruikt als                        | Beschrijving                     |
| ---------------- | ----------------------------------------------- | --------- | ----------------------------------- | -------------------------------- |
| Falklandeilanden | Vlag van de Falklandeilanden (1876–1925)        | 1876–1925 | Vlag van de Falklandeilanden        | zie Vlag van de Falklandeilanden |
| Falklandeilanden | Vlag van de Falklandeilanden (1925–1948)        | 1925–1948 | Vlag van de Falklandeilanden        | zie Vlag van de Falklandeilanden |
| Falklandeilanden | Vlag van de Falklandeilanden (1948-1999)        | 1948-1999 | Vlag van de Falklandeilanden        | zie Vlag van de Falklandeilanden |
| Falklandeilanden | Handelsvlag van de Falklandeilanden (1948-1999) | 1948-1999 | Handelsvlag van de Falklandeilanden | zie Vlag van de Falklandeilanden |

### Fiji
| Gebied       | Vlag                             | Periode   | Gebruikt als            | Beschrijving      |
| ------------ | -------------------------------- | --------- | ----------------------- | ----------------- |
| Kolonie Fiji | Vlag van Fiji (1924-1970)        | 1877-1883 | Koloniale vlag van Fiji | zie Vlag van Fiji |
| Kolonie Fiji | Vlag van Fiji (1924-1970)        | 1883-1903 | Koloniale vlag van Fiji | zie Vlag van Fiji |
| Kolonie Fiji | Vlag van Fiji (1924-1970)        | 1903-1908 | Koloniale vlag van Fiji | zie Vlag van Fiji |
| Kolonie Fiji | Vlag van Fiji (1924-1970)        | 1908-1924 | Koloniale vlag van Fiji | zie Vlag van Fiji |
| Kolonie Fiji | Handelsvlag van Fiji (1924-1970) | 1908-1970 | Handelsvlag van Fiji    | zie Vlag van Fiji |
| Kolonie Fiji | Vlag van Fiji (1924-1970)        | 1924-1970 | Koloniale vlag van Fiji | zie Vlag van Fiji |

### Gambia
| Gebied                         | Vlag                      | Periode   | Gebruikt als              | Beschrijving        |
| ------------------------------ | ------------------------- | --------- | ------------------------- | ------------------- |
| Kolonie en Protectoraat Gambia | Koloniale vlag van Gambia | 1889-1965 | Koloniale vlag van Gambia | zie Vlag van Gambia |

### Gibraltar
| Gebied    | Vlag                                 | Periode    | Gebruikt als             | Beschrijving           |
| --------- | ------------------------------------ | ---------- | ------------------------ | ---------------------- |
| Gibraltar | Dienstvlag van Gibraltar (1975-1921) | 1875-1921  | Dienstvlag van Gibraltar | zie Vlag van Gibraltar |
| Gibraltar | Dienstvlag van Gibraltar             | 1921-1939  | Dienstvlag van Gibraltar | zie Vlag van Gibraltar |
| Gibraltar | Dienstvlag van Gibraltar             | 1939-1999  | Dienstvlag van Gibraltar | zie Vlag van Gibraltar |
| Gibraltar | Vlag van Gibraltar                   | sinds 1982 | Vlag van Gibraltar       | zie Vlag van Gibraltar |

### Gilbert- en Ellice-eilanden
| Gebied                      | Vlag                                              | Periode   | Gebruikt als                                  | Beschrijving                                |
| --------------------------- | ------------------------------------------------- | --------- | --------------------------------------------- | ------------------------------------------- |
| Gilbert- en Ellice-eilanden | Koloniale vlag van de Gilbert- en Ellice-eilanden | 1937-1976 | Koloniale vlag de Gilbert- en Ellice-eilanden | zie Vlag van de Gilbert- en Ellice-eilanden |

### Gilberteilanden
| Gebied          | Vlag                                  | Periode   | Gebruikt als                      | Beschrijving                    |
| --------------- | ------------------------------------- | --------- | --------------------------------- | ------------------------------- |
| Gilberteilanden | Koloniale vlag van de Gilberteilanden | 1976-1979 | Koloniale vlag de Gilberteilanden | zie Vlag van de Gilberteilanden |

### Goudkust
| Gebied          | Vlag                                              | Periode   | Gebruikt als                          | Beschrijving       |
| --------------- | ------------------------------------------------- | --------- | ------------------------------------- | ------------------ |
| Britse Goudkust | Koloniale vlag van de Britse Goudkust (1877-1957) | 1821-1957 | Koloniale vlag van de Britse Goudkust | zie Vlag van Ghana |

### Grenada
| Gebied  | Vlag                                   | Periode   | Gebruikt als               | Beschrijving         |
| ------- | -------------------------------------- | --------- | -------------------------- | -------------------- |
| Grenada | Koloniale vlag van Grenada (1875-1903) | 1875-1903 | Koloniale vlag van Grenada | zie Vlag van Grenada |
| Grenada | Koloniale vlag van Grenada (1903-1967) | 1903-1967 | Koloniale vlag van Grenada | zie Vlag van Grenada |
| Grenada | Koloniale vlag van Grenada (1967-1974) | 1967-1974 | Koloniale vlag van Grenada | zie Vlag van Grenada |

### Helgoland
| Gebied          | Vlag                     | Periode   | Gebruikt als             | Beschrijving           |
| --------------- | ------------------------ | --------- | ------------------------ | ---------------------- |
| Brits-Helgoland | Vlag van Brits-Helgoland | 1807-1890 | Vlag van Brits-Helgoland | zie Vlag van Helgoland |

### Hongkong
| Gebied         | Vlag                                    | Periode   | Gebruikt als                | Beschrijving          |
| -------------- | --------------------------------------- | --------- | --------------------------- | --------------------- |
| Brits Hongkong | Koloniale vlag van Hongkong (1871-1876) | 1871-1876 | Koloniale vlag van Hongkong | zie Vlag van Hongkong |
| Brits Hongkong | Koloniale vlag van Hongkong (1876-1955) | 1876-1955 | Koloniale vlag van Hongkong | zie Vlag van Hongkong |
| Brits Hongkong | Koloniale vlag van Hongkong (1955-1959) | 1955-1959 | Koloniale vlag van Hongkong | zie Vlag van Hongkong |
| Brits Hongkong | Koloniale vlag van Hongkong (1959-1997) | 1959-1997 | Koloniale vlag van Hongkong | zie Vlag van Hongkong |

### Honduras
| Gebied         | Vlag                         | Periode   | Gebruikt als                      | Beschrijving        |
| -------------- | ---------------------------- | --------- | --------------------------------- | ------------------- |
| Brits-Honduras | Koloniale van Brits-Honduras | 1870-1919 | Koloniale vlag van Brits-Honduras | zie Vlag van Belize |
| Brits-Honduras | Koloniale van Brits-Honduras | 1919-1981 | Koloniale vlag van Brits-Honduras | zie Vlag van Belize |

### Ierland
| Gebied          | Vlag                        | Periode   | Gebruikt als                | Beschrijving         |
| --------------- | --------------------------- | --------- | --------------------------- | -------------------- |
| Ierse Vrijstaat | Vlag van de Ierse Vrijstaat | 1922-1937 | Vlag van de Ierse Vrijstaat | zie Vlag van Ierland |

### Indië
| Gebied                         | Vlag                                                             | Periode   | Gebruikt als                                         | Beschrijving                                   |
| ------------------------------ | ---------------------------------------------------------------- | --------- | ---------------------------------------------------- | ---------------------------------------------- |
| Britse Oost-Indische Compagnie | Koloniale vlag van de Britse Oost-Indische Compagnie (1707-1801) | 1707-1801 | Koloniale vlag van de Britse Oost-Indische Compagnie | zie Vlag van de Britse Oost-Indische Compagnie |
| Britse Oost-Indische Compagnie | Koloniale vlag van de Britse Oost-Indische Compagnie (1801-1858) | 1801-1858 | Koloniale vlag van de Britse Oost-Indische Compagnie | zie Vlag van de Britse Oost-Indische Compagnie |
| Brits-Indië                    | Koloniale vlag van Brits-Indië (1880-1947)                       | 1858-1947 | Koloniale vlag van Brits-Indië                       | zie Vlag van Brits-Indië                       |
| Brits-Indië                    | Koloniale vlag van Brits-Indië (1880-1947)                       | 1880-1947 | Koloniale vlag van Brits-Indië                       | zie Vlag van Brits-Indië                       |
| Brits-Indië                    | Dienstvlag ter zee van Brits-Indië (1880-1947)                   | 1879-1947 | Dienstvlag ter zee van Brits-Indië                   | zie Vlag van Brits-Indië                       |

### Ionische Eilanden
| Gebied                                    | Vlag                                                  | Periode   | Gebruikt als                                          | Beschrijving                                              |
| ----------------------------------------- | ----------------------------------------------------- | --------- | ----------------------------------------------------- | --------------------------------------------------------- |
| Verenigde Staten van de Ionische Eilanden | Vlag van de Verenigde Staten van de Ionische Eilanden | 1815-1864 | Vlag van de Verenigde Staten van de Ionische Eilanden | zie Vlag van de Verenigde Staten van de Ionische Eilanden |

### Irak
| Gebied                    | Vlag                                   | Periode   | Gebruikt als                           | Beschrijving      |
| ------------------------- | -------------------------------------- | --------- | -------------------------------------- | ----------------- |
| Brits Mandaat Mesopotamië | Vlag van het Brits Mandaat Mesopotamië | 1924-1932 | Vlag van het Brits Mandaat Mesopotamië | zie Vlag van Irak |

### Jamaica
| Gebied  | Vlag                                  | Periode   | Gebruikt als               | Beschrijving         |
| ------- | ------------------------------------- | --------- | -------------------------- | -------------------- |
| Jamaica | Koloniale vlag van Jamaica(1875-1906) | 1875-1906 | Koloniale vlag van Jamaica | zie Vlag van Jamaica |
| Jamaica | Koloniale vlag van Jamaica(1906-1957) | 1906-1957 | Koloniale vlag van Jamaica | zie Vlag van Jamaica |
| Jamaica | Koloniale vlag van Jamaica(1957-1962) | 1957-1962 | Koloniale vlag van Jamaica | zie Vlag van Jamaica |
| Jamaica | Koloniale vlag van Jamaica(1962)      | 1962      | Koloniale vlag van Jamaica | zie Vlag van Jamaica |

### Jordanië
| Gebied        | Vlag                   | Periode   | Gebruikt als           | Beschrijving          |
| ------------- | ---------------------- | --------- | ---------------------- | --------------------- |
| Transjordanië | Vlag van Transjordanië | 1921-1928 | Vlag van Transjordanië | zie Vlag van Jordanië |
| Transjordanië | Vlag van Transjordanië | 1928-1939 | Vlag van Transjordanië | zie Vlag van Jordanië |
| Transjordanië | Vlag van Transjordanië | 1939-1946 | Vlag van Transjordanië | zie Vlag van Jordanië |

### Kaaimaneilanden
| Gebied          | Vlag                                           | Periode   | Gebruikt als                       | Beschrijving                    |
| --------------- | ---------------------------------------------- | --------- | ---------------------------------- | ------------------------------- |
| Kaaimaneilanden | Vlag van de Kaaimaneilanden (1959-1999)        | 1958-1999 | Vlag van de Kaaimaneilanden        | zie Vlag van de Kaaimaneilanden |
| Kaaimaneilanden | Handelsvlag van de Kaaimaneilanden (1959-1999) | 1958-1999 | Handelsvlag van de Kaaimaneilanden | zie Vlag van de Kaaimaneilanden |

### Kaapkolonie
| Gebied             | Vlag                                     | Periode   | Gebruikt als                             | Beschrijving                       |
| ------------------ | ---------------------------------------- | --------- | ---------------------------------------- | ---------------------------------- |
| Britse Kaapkolonie | Koloniale vlag van de Britse Kaapkolonie | 1876-1910 | Koloniale vlag van de Britse Kaapkolonie | zie Vlag van de Britse Kaapkolonie |

### Kameroen
| Gebied         | Vlag                              | Periode   | Gebruikt als                      | Beschrijving          |
| -------------- | --------------------------------- | --------- | --------------------------------- | --------------------- |
| Brits-Kameroen | Koloniale vlag van Brits-Kameroen | 1922-1961 | Koloniale vlag van Brits-Kameroen | zie Vlag van Kameroen |

### Kedah
| Gebied             | Vlag                        | Periode   | Gebruikt als                | Beschrijving       |
| ------------------ | --------------------------- | --------- | --------------------------- | ------------------ |
| Protectoraat Kedah | Vlag van Protectoraat Kedah | 1912-1950 | Vlag van Protectoraat Kedah | zie Vlag van Kedah |

### Kenia
| Gebied                        | Vlag                           | Periode   | Gebruikt als                   | Beschrijving       |
| ----------------------------- | ------------------------------ | --------- | ------------------------------ | ------------------ |
| Kolonie en Protectoraat Kenia | Vlag van de Kroonkolonie Kenia | 1920-1963 | Vlag van de Kroonkolonie Kenia | zie Vlag van Kenia |

### Koeweit
| Gebied               | Vlag                                      | Periode   | Gebruikt als                  | Beschrijving         |
| -------------------- | ----------------------------------------- | --------- | ----------------------------- | -------------------- |
| Protectoraat Koeweit | Vlag van Protectoraat Koeweit (1899-1914) | 1899-1914 | Vlag van Protectoraat Koeweit | zie Vlag van Koeweit |
| Protectoraat Koeweit | Vlag van Protectoraat Koeweit (1914-1921) | 1914-1921 | Vlag van Protectoraat Koeweit | zie Vlag van Koeweit |
| Protectoraat Koeweit | Vlag van Protectoraat Koeweit (1921-1940) | 1921-1940 | Vlag van Protectoraat Koeweit | zie Vlag van Koeweit |
| Protectoraat Koeweit | Vlag van Protectoraat Koeweit (1940-1961) | 1940-1961 | Vlag van Protectoraat Koeweit | zie Vlag van Koeweit |

### Labuan
| Gebied              | Vlag                         | Periode   | Gebruikt als                 | Beschrijving        |
| ------------------- | ---------------------------- | --------- | ---------------------------- | ------------------- |
| Kroonkolonie Labuan | Vlag van Kroonkolonie Labuan | 1912-1946 | Vlag van Kroonkolonie Labuan | zie Vlag van Labuan |

### Lagos
| Gebied        | Vlag                      | Periode   | Gebruikt als              | Beschrijving       |
| ------------- | ------------------------- | --------- | ------------------------- | ------------------ |
| Kolonie Lagos | Vlag van de Kolonie Lagos | 1888-1906 | Vlag van de Kolonie Lagos | zie Vlag van Lagos |

### Malakka
| Gebied               | Vlag                          | Periode   | Gebruikt als                  | Beschrijving         |
| -------------------- | ----------------------------- | --------- | ----------------------------- | -------------------- |
| Kroonkolonie Malakka | Vlag van Kroonkolonie Malakka | 1946-1957 | Vlag van Kroonkolonie Malakka | zie Vlag van Malakka |

### Malaya
| Gebied                      | Vlag                                                          | Periode   | Gebruikt als                                      | Beschrijving                               |
| --------------------------- | ------------------------------------------------------------- | --------- | ------------------------------------------------- | ------------------------------------------ |
| Gefedereerde Maleise Staten | Koloniale vlag van de Gefedereerde Maleise Staten (1895-1946) | 1895-1946 | Koloniale vlag van de Gefedereerde Maleise Staten | zie Vlag van Maleisië                      |
| Gefedereerde Maleise Staten | Dienstvlag van de Gefedereerde Maleise Staten (1895-1946)     | 1895-1946 | Dienstvlag van de Gefedereerde Maleise Staten     | zie Vlag van Maleisië                      |
| Britse Straits Settlements  | Koloniale vlag van de Britse Straits Settlements (1868-1874)  | 1868-1874 | Koloniale vlag van de Britse Straits Settlements  | zie Vlag van de Britse Straits Settlements |
| Britse Straits Settlements  | Koloniale vlag van de Britse Straits Settlements              | 1874-1925 | Koloniale vlag van de Britse Straits Settlements  | zie Vlag van de Britse Straits Settlements |
| Britse Straits Settlements  | Koloniale vlag van de Britse Straits Settlements              | 1925-1946 | Koloniale vlag van de Britse Straits Settlements  | zie Vlag van de Britse Straits Settlements |

### Malediven
| Gebied                                | Vlag                                                        | Periode   | Gebruikt als                                                | Beschrijving              |
| ------------------------------------- | ----------------------------------------------------------- | --------- | ----------------------------------------------------------- | ------------------------- |
| Sultanaat van de Maldivische Eilanden | Vlag van de Sultanaat van de Maldivische Eilanden           | 1796-1903 | Vlag van de Sultanaat van de Maldivische Eilanden           | zie Vlag van de Maldivien |
| Sultanaat van de Maldivische Eilanden | Vlag van de Sultanaat van de Maldivische Eilanden           | 1903-1926 | Vlag van de Sultanaat van de Maldivische Eilanden           | zie Vlag van de Maldivien |
| Sultanaat van de Maldivische Eilanden | Nationale vlag van de Sultanaat van de Maldivische Eilanden | 1926-1953 | Nationale vlag van de Sultanaat van de Maldivische Eilanden | zie Vlag van de Maldivien |
| Sultanaat van de Maldivische Eilanden | Staatsvlag van de Sultanaat van de Maldivische Eilanden     | 1926-1953 | Staatsvlag van de Sultanaat van de Maldivische Eilanden     | zie Vlag van de Maldivien |
| Sultanaat van de Maldivische Eilanden | Vlag van de Sultanaat van de Maldivische Eilanden           | 1953-1965 | Vlag van de Sultanaat van de Maldivische Eilanden           | zie Vlag van de Maldivien |

### Malta
| Gebied             | Vlag                           | Periode   | Gebruikt als                   | Beschrijving       |
| ------------------ | ------------------------------ | --------- | ------------------------------ | ------------------ |
| Kroonkolonie Malta | Vlag van de Kroonkolonie Malta | 1814-1875 | Vlag van de Kroonkolonie Malta | zie Vlag van Malta |
| Kroonkolonie Malta | Vlag van de Kroonkolonie Malta | 1875-1898 | Vlag van de Kroonkolonie Malta | zie Vlag van Malta |
| Kroonkolonie Malta | Vlag van de Kroonkolonie Malta | 1898-1923 | Vlag van de Kroonkolonie Malta | zie Vlag van Malta |
| Kroonkolonie Malta | Vlag van de Kroonkolonie Malta | 1923-1943 | Vlag van de Kroonkolonie Malta | zie Vlag van Malta |
| Kroonkolonie Malta | Vlag van de Kroonkolonie Malta | 1943-1964 | Vlag van de Kroonkolonie Malta | zie Vlag van Malta |

### Mauritius
| Gebied             | Vlag                            | Periode   | Gebruikt als                    | Beschrijving           |
| ------------------ | ------------------------------- | --------- | ------------------------------- | ---------------------- |
| Dominion Mauritius | Vlag van het dominion Mauritius | 1869-1906 | Vlag van het dominion Mauritius | zie Vlag van Mauritius |
| Dominion Mauritius | Vlag van het dominion Mauritius | 1906-1923 | Vlag van het dominion Mauritius | zie Vlag van Mauritius |
| Dominion Mauritius | Vlag van het dominion Mauritius | 1923-1968 | Vlag van het dominion Mauritius | zie Vlag van Mauritius |

### Miskitokust
| Gebied      | Vlag                    | Periode   | Gebruikt als            | Beschrijving                |
| ----------- | ----------------------- | --------- | ----------------------- | --------------------------- |
| Miskitokust | Vlag van de Miskitokust | 1824-1860 | Vlag van de Miskitokust | zie Vlag van de Miskitokust |

### Montserrat
| Gebied     | Vlag                | Periode   | Gebruikt als        | Beschrijving            |
| ---------- | ------------------- | --------- | ------------------- | ----------------------- |
| Montserrat | Vlag van Montserrat | 1960-1999 | Vlag van Montserrat | zie Vlag van Montserrat |

### Muscat en Oman
| Gebied                   | Vlag                              | Periode   | Gebruikt als                      | Beschrijving      |
| ------------------------ | --------------------------------- | --------- | --------------------------------- | ----------------- |
| Sultanaat Muscat en Oman | Vlag van Sultanaat Muscat en Oman | 1856-1970 | Vlag van Sultanaat Muscat en Oman | zie Vlag van Oman |

### Natal
| Gebied        | Vlag                     | Periode   | Gebruikt als             | Beschrijving       |
| ------------- | ------------------------ | --------- | ------------------------ | ------------------ |
| Natal Kolonie | Koloniale vlag van Natal | 1843-1910 | Koloniale vlag van Natal | zie Vlag van Natal |

### New South Wales
| Gebied                    | Vlag                                 | Periode   | Gebruikt als             | Beschrijving                 |
| ------------------------- | ------------------------------------ | --------- | ------------------------ | ---------------------------- |
| Provincie New South Wales | Vlag van New South Wales (1867-1870) | 1867-1870 | Vlag van New South Wales | zie Vlag van New South Wales |
| Provincie New South Wales | Vlag van New South Wales (1870-1876) | 1870-1876 | Vlag van New South Wales | zie Vlag van New South Wales |
| Provincie New South Wales | Vlag van New South Wales             | 1876-1901 | Vlag van New South Wales | zie Vlag van New South Wales |

### Newfoundland
| Gebied                                                           | Vlag                                    | Periode   | Gebruikt als                            | Beschrijving |
| ---------------------------------------------------------------- | --------------------------------------- | --------- | --------------------------------------- | --- |
| Kolonie Newfoundland                                             | Koloniale vlag van Newfoundland         | 1862-1870 | Koloniale vlag van Newfoundland         | zie Vlag van Newfoundland en Labrador |
| Kolonie Newfoundland                                             | Koloniale vlag van Newfoundland         | 1870-1904 | Koloniale vlag van Newfoundland         | zie Vlag van Newfoundland en Labrador |
| Kolonie Newfoundland (voor 1907) Dominion Newfoundland (na 1907) | Handelsvlag van Newfoundland            | 1904-1931 | Handelsvlag van Newfoundland            | zie Vlag van Newfoundland en Labrador |
| Kolonie Newfoundland (voor 1907) Dominion Newfoundland (na 1907) | Civiele- en Dienstvlag van Newfoundland | 1904-1931 | Civiele- en Dienstvlag van Newfoundland | zie Vlag van Newfoundland en Labrador |
| Dominion Newfoundland                                            | Koloniale vlag van Newfoundland         | 1931-1949 | Koloniale vlag van Newfoundland         | De Union Jack werd in Newfoundland gebruikt als nationale vlag van 1931 tot de confederatie met Canada in 1949 en werd daarna gebruikt als provincievlag tot 1980. |

### Nieuw-Guinea
| Gebied                   | Vlag                                  | Periode   | Gebruikt als                          | Beschrijving                              |
| ------------------------ | ------------------------------------- | --------- | ------------------------------------- | ----------------------------------------- |
| Brits-Nieuw-Guinea       | Vlag van Brits-Nieuw-Guinea           | 1884-1888 | Vlag van Brits-Nieuw-Guinea           | zie Vlag van Brits-Nieuw-Guinea           |
| Brits-Nieuw-Guinea       | Vlag van Brits-Nieuw-Guinea           | 1888-1906 | Vlag van Brits-Nieuw-Guinea           | zie Vlag van Brits-Nieuw-Guinea           |
| Territorium Nieuw-Guinea | Vlag van het Territorium Nieuw-Guinea | 1919-1949 | Vlag van het Territorium Nieuw-Guinea | zie Vlag van het Territorium Nieuw-Guinea |

### Nieuw-Zeeland
Hoewel Nieuw-Zeeland sinds 1852 zelfbestuur had, werd het formeel een onafhankelijk land van het Verenigd Koninkrijk door de Statute of Westminster Adoption Act 1947, die het Statuut van Westminster (1931) overnam.
| Gebied                 | Vlag                                  | Periode    | Gebruikt als                          | Beschrijving                                                         |
| ---------------------- | ------------------------------------- | ---------- | ------------------------------------- | -------------------------------------------------------------------- |
| Dominion Nieuw-Zeeland | Vlag van Nieuw-Zeeland                | 1840-1902  | Vlag van Nieuw-Zeeland                | Aangenomen na de ondertekening van het Verdrag van Waitangi in 1840. |
| Dominion Nieuw-Zeeland | Dienst vlag ter zee van Nieuw-Zeeland | 1867-1869  | Dienst vlag ter zee van Nieuw-Zeeland | zie Vlag van Nieuw-Zeeland                                           |
| Dominion Nieuw-Zeeland | Vlag van Nieuw-Zeeland                | sinds 1902 | Nationale vlag van Nieuw-Zeeland      | zie Vlag van Nieuw-Zeeland                                           |
| Dominion Nieuw-Zeeland | Handelsvlag van Nieuw-Zeeland         | 1869       | Handelsvlag van Nieuw-Zeeland         | zie Vlag van Nieuw-Zeeland                                           |

### Nieuwe Hebriden
| Gebied                 | Vlag                                         | Periode   | Gebruikt als                             | Beschrijving                    |
| ---------------------- | -------------------------------------------- | --------- | ---------------------------------------- | ------------------------------- |
| Britse Nieuwe Hebriden | Koloniale vlag van de Britse Nieuwe Hebriden | 1906-1952 | Koloniale vlag de Britse Nieuwe Hebriden | zie Vlag van de Nieuwe Hebriden |
| Britse Nieuwe Hebriden | Koloniale vlag van de Britse Nieuwe Hebriden | 1952-1980 | Koloniale vlag de Britse Nieuwe Hebriden | zie Vlag van de Nieuwe Hebriden |
| Britse Nieuwe Hebriden | Vlag van de Britse Nieuwe Hebriden           | 1966-1980 | Vlag de Britse Nieuwe Hebriden           | zie Vlag van de Nieuwe Hebriden |

### Niger
| Gebied                  | Vlag                             | Periode   | Gebruikt als                     | Beschrijving         |
| ----------------------- | -------------------------------- | --------- | -------------------------------- | -------------------- |
| Nigerdelta Protectoraat | Vlag van Nigerdelta Protectoraat | 1884-1893 | Vlag van Nigerdelta Protectoraat | zie Vlag van Nigeria |
| Nigerkust Protectoraat  | Vlag van Nigerkust Protectoraat  | 1893-1899 | Vlag van Nigerkust Protectoraat  | zie Vlag van Nigeria |
| Royal Niger Company     | Vlag van de Royal Niger Company  | 1879-1888 | Vlag van de Royal Niger Company  | zie Vlag van Nigeria |
| Royal Niger Company     | Vlag van de Royal Niger Company  | 1888-1899 | Vlag van de Royal Niger Company  | zie Vlag van Nigeria |

### Nigeria
| Gebied                          | Vlag                                    | Periode   | Gebruikt als                            | Beschrijving         |
| ------------------------------- | --------------------------------------- | --------- | --------------------------------------- | -------------------- |
| Protectoraat Noord-Nigeria      | Vlag van het Protectoraat Noord-Nigeria | 1900-1914 | Vlag van het Protectoraat Noord-Nigeria | zie Vlag van Nigeria |
| Protectoraat Zuid-Nigeria       | Vlag van het Protectoraat Zuid-Nigeria  | 1900-1914 | Vlag van het Protectoraat Zuid-Nigeria  | zie Vlag van Nigeria |
| Kolonie en Protectoraat Nigeria | Koloniale vlag van Nigeria              | 1914-1952 | Koloniale vlag van Nigeria              | zie Vlag van Nigeria |
| Kolonie en Protectoraat Nigeria | Koloniale vlag van Nigeria              | 1952-1960 | Koloniale vlag van Nigeria              | zie Vlag van Nigeria |

### Noord-Borneo
| Gebied       | Vlag                            | Periode   | Gebruikt als                    | Beschrijving              |
| ------------ | ------------------------------- | --------- | ------------------------------- | ------------------------- |
| Noord-Borneo | Koloniale vlag van Noord-Borneo | 1882-1902 | Koloniale vlag van Noord-Borneo | zie Vlag van Noord-Borneo |
| Noord-Borneo | Handelsvlag van Noord-Borneo    | 1882-1902 | Handelsvlag van Noord-Borneo    | zie Vlag van Noord-Borneo |
| Noord-Borneo | Koloniale vlag van Noord-Borneo | 1902-1948 | Koloniale vlag van Noord-Borneo | zie Vlag van Noord-Borneo |
| Noord-Borneo | Handelsvlag van Noord-Borneo    | 1902-1948 | Handelsvlag van Noord-Borneo    | zie Vlag van Noord-Borneo |
| Noord-Borneo | Koloniale vlag van Noord-Borneo | 1948-1963 | Koloniale vlag van Noord-Borneo | zie Vlag van Noord-Borneo |

### Nova Scotia
| Gebied      | Vlag                 | Periode    | Gebruikt als         | Beschrijving |
| ----------- | -------------------- | ---------- | -------------------- | --- |
| Nova Scotia | Vlag van Nova Scotia | sinds 1858 | Vlag van Nova Scotia | Een blauw andreaskruis op een wit veld met het Koninklijke wapen van Schotland in het midden. Een onofficieel wapenbanier dat in 1858 voor het eerst door het publiek werd gebruikt, gebaseerd op het toen in onbruik geraakte wapen van Nova Scotia uit 1625. De Union Flag was de officiële vlag van Nova Scotia zowel voor als na de toetreding tot Canada in 1867. Het wapen van 1625 werd officieel hersteld in 1929 en daarna veel gebruikt als vlag, maar pas in 2013 officieel aangenomen als provincievlag. |

### Nyasaland
| Gebied                 | Vlag                         | Periode   | Gebruikt als                 | Beschrijving        |
| ---------------------- | ---------------------------- | --------- | ---------------------------- | ------------------- |
| Protectoraat Nyasaland | Koloniale vlag van Nyasaland | 1914-1919 | Koloniale vlag van Nyasaland | zie Vlag van Malawi |
| Protectoraat Nyasaland | Koloniale vlag van Nyasaland | 1919-1925 | Koloniale vlag van Nyasaland | zie Vlag van Malawi |
| Protectoraat Nyasaland | Koloniale vlag van Nyasaland | 1925-1964 | Koloniale vlag van Nyasaland | zie Vlag van Malawi |

### Oeganda
| Gebied               | Vlag                             | Periode   | Gebruikt als                     | Beschrijving         |
| -------------------- | -------------------------------- | --------- | -------------------------------- | -------------------- |
| Protectoraat Oeganda | Koloniale vlag van Brits-Oeganda | 1914-1962 | Koloniale vlag van Brits-Oeganda | zie Vlag van Oeganda |

### Opper-Canada
| Gebied       | Vlag                            | Periode   | Gebruikt als                    | Beschrijving     |
| ------------ | ------------------------------- | --------- | ------------------------------- | ---------------- |
| Opper-Canada | Koloniale vlag van Opper-Canada | 1791-1801 | Koloniale vlag van Opper-Canada | zie Rood vaandel |
| Opper-Canada | Koloniale vlag van Opper-Canada | 1801-1841 | Koloniale vlag van Opper-Canada | zie Rood vaandel |

### Oranjerivierkolonie
| Gebied              | Vlag                                   | Periode   | Gebruikt als                              | Beschrijving                        |
| ------------------- | -------------------------------------- | --------- | ----------------------------------------- | ----------------------------------- |
| Oranjerivierkolonie | Koloniale vlag van Oranjerivierkolonie | 1900-1910 | Koloniale vlag van de Oranjerivierkolonie | zie Vlag van de Oranjerivierkolonie |

### Palestina
| Gebied                  | Vlag                                       | Periode   | Gebruikt als                               | Beschrijving                             |
| ----------------------- | ------------------------------------------ | --------- | ------------------------------------------ | ---------------------------------------- |
| Mandaatgebied Palestina | Vlag van het Brits Mandaatgebied Palestina | 1927-1948 | Vlag van het Brits Mandaatgebied Palestina | zie Vlag van het Mandaatgebied Palestina |

### Papoea
| Gebied             | Vlag                            | Periode   | Gebruikt als                    | Beschrijving                        |
| ------------------ | ------------------------------- | --------- | ------------------------------- | ----------------------------------- |
| Territorium Papoea | Vlag van het Territorium Papoea | 1906-1949 | Vlag van het Territorium Papoea | zie Vlag van het Territorium Papoea |

### Penang
| Gebied              | Vlag                         | Periode   | Gebruikt als                 | Beschrijving        |
| ------------------- | ---------------------------- | --------- | ---------------------------- | ------------------- |
| Kroonkolonie Penang | Vlag van Kroonkolonie Penang | 1946-1949 | Vlag van Kroonkolonie Penang | zie Vlag van Penang |

### Pitcairneilanden
| Gebied           | Vlag                         | Periode    | Gebruikt als                 | Beschrijving                     |
| ---------------- | ---------------------------- | ---------- | ---------------------------- | -------------------------------- |
| Pitcairneilanden | Vlag van de Pitcairneilanden | sinds 1984 | Vlag van de Pitcairneilanden | zie Vlag van de Pitcairneilanden |

### Provincie Canada
| Gebied           | Vlag                         | Periode   | Gebruikt als                 | Beschrijving                         |
| ---------------- | ---------------------------- | --------- | ---------------------------- | ------------------------------------ |
| Provincie Canada | Vlag van de Provincie Canada | 1841-1867 | Vlag van de Provincie Canada | zie Vlag van het Verenigd Koninkrijk |

### Qatar
| Gebied             | Vlag                        | Periode   | Gebruikt als                | Beschrijving       |
| ------------------ | --------------------------- | --------- | --------------------------- | ------------------ |
| Protectoraat Qatar | Vlag van Protectoraat Qatar | 1916-1932 | Vlag van Protectoraat Qatar | zie Vlag van Qatar |
| Protectoraat Qatar | Vlag van Protectoraat Qatar | 1932-1936 | Vlag van Protectoraat Qatar | zie Vlag van Qatar |
| Protectoraat Qatar | Vlag van Protectoraat Qatar | 1936-1949 | Vlag van Protectoraat Qatar | zie Vlag van Qatar |
| Protectoraat Qatar | Vlag van Protectoraat Qatar | 1949-1971 | Vlag van Protectoraat Qatar | zie Vlag van Qatar |

### Queensland
| Gebied               | Vlag                          | Periode   | Gebruikt als                  | Beschrijving            |
| -------------------- | ----------------------------- | --------- | ----------------------------- | ----------------------- |
| Provincie Queensland | Scheidingsvlag van Queensland | 1859      | Scheidingsvlag van Queensland | zie Vlag van Queensland |
| Provincie Queensland | Vlag van Queensland           | 1870-1876 | Scheidingsvlag van Queensland | zie Vlag van Queensland |
| Provincie Queensland | Vlag van Queensland           | 1876-1901 | Scheidingsvlag van Queensland | zie Vlag van Queensland |

### Rhodesië
| Gebied                              | Vlag                                                      | Periode                                      | Gebruikt als                                              | Beschrijving                                        |
| ----------------------------------- | --------------------------------------------------------- | -------------------------------------------- | --------------------------------------------------------- | --------------------------------------------------- |
| Rhodesië                            | Vlag van de British South Africa Company                  | 1890-1924 1890-1924 (Noord) 1890-1923 (Zuid) | Vlag van de British South Africa Company                  | zie Vlag van de British South Africa Company        |
| Noord-Rhodesië                      | Koloniale vlag van Noord-Rhodesia                         | 1924-1964                                    | Koloniale vlag van Noord-Rhodesia                         | zie Vlag van Noord-Rhodesië                         |
| Zuid-Rhodesië                       | Koloniale vlag van Zuid-Rhodesia                          | 1923-1953 1968-1980                          | Koloniale vlag van Zuid-Rhodesia                          | zie Vlag van Zuid-Rhodesia                          |
| Federatie van Rhodesië en Nyasaland | Koloniale vlag van de Federatie van Rhodesië en Nyasaland | 1953-1963                                    | Koloniale vlag van de Federatie van Rhodesië en Nyasaland | zie Vlag van de Federatie van Rhodesië en Nyasaland |
| Zuid-Rhodesië                       | Koloniale vlag van Zuid-Rhodesia                          | 1964-1968                                    | Koloniale vlag van Zuid-Rhodesia                          | zie Vlag van Zuid-Rhodesia                          |
| Zuid-Rhodesië                       | Koloniale vlag van Zuid-Rhodesia                          | 1979-1980                                    | Koloniale vlag van Zuid-Rhodesia                          | zie Vlag van Zuid-Rhodesia                          |

### Saint Christopher, Nevis en Anguilla
| Gebied                               | Vlag      | Periode   | Gebruikt als                                            | Beschrijving                                      |
| ------------------------------------ | --------- | --------- | ------------------------------------------------------- | ------------------------------------------------- |
| Saint Christopher, Nevis en Anguilla |           | 1958-1967 | Koloniale vlag van Saint Christopher, Nevis en Anguilla | zie Vlag van Saint Christopher, Nevis en Anguilla |
| Saint Christopher, Nevis en Anguilla | 1967      |           | Koloniale vlag van Saint Christopher, Nevis en Anguilla | zie Vlag van Saint Christopher, Nevis en Anguilla |
| Saint Christopher, Nevis en Anguilla | 1967-1983 |           | Koloniale vlag van Saint Christopher, Nevis en Anguilla | zie Vlag van Saint Christopher, Nevis en Anguilla |

### Saint Lucia
| Gebied      | Vlag      | Periode   | Gebruikt als                   | Beschrijving             |
| ----------- | --------- | --------- | ------------------------------ | ------------------------ |
| Saint Lucia |           | 1875-1939 | Koloniale vlag van Saint Lucia | zie Vlag van Saint Lucia |
| Saint Lucia | 1939-1967 |           | Koloniale vlag van Saint Lucia | zie Vlag van Saint Lucia |
| Saint Lucia | 1967-1979 |           | Koloniale vlag van Saint Lucia | zie Vlag van Saint Lucia |

### Saint Vincent en de Grenadines
| Gebied                         | Vlag                                    | Periode   | Gebruikt als                            | Beschrijving                                |
| ------------------------------ | --------------------------------------- | --------- | --------------------------------------- | ------------------------------------------- |
| Saint Vincent en de Grenadines | Vlag van Saint Vincent en de Grenadines | 1877-1907 | Vlag van Saint Vincent en de Grenadines | zie Vlag van Saint Vincent en de Grenadines |
| Saint Vincent en de Grenadines | Vlag van Saint Vincent en de Grenadines | 1907-1979 | Vlag van Saint Vincent en de Grenadines | zie Vlag van Saint Vincent en de Grenadines |

### Salomonseilanden
| Gebied                  | Vlag                                            | Periode   | Gebruikt als                        | Beschrijving                     |
| ----------------------- | ----------------------------------------------- | --------- | ----------------------------------- | -------------------------------- |
| Britse Salomonseilanden | Vlag van de Britse Salomonseilanden (1906–1947) | 1906-1947 | Vlag van de Britse Salomonseilanden | zie Vlag van de Salomonseilanden |
| Britse Salomonseilanden | Vlag van de Britse Salomonseilanden (1947–1956) | 1947-1956 | Vlag van de Britse Salomonseilanden | zie Vlag van de Salomonseilanden |
| Britse Salomonseilanden | Vlag van de Britse Salomonseilanden (1956–1966) | 1956-1966 | Vlag van de Britse Salomonseilanden | zie Vlag van de Salomonseilanden |
| Britse Salomonseilanden | Vlag van de Britse Salomonseilanden (1966–1977) | 1966-1977 | Vlag van de Britse Salomonseilanden | zie Vlag van de Salomonseilanden |

### Sarawak
| Gebied               | Vlag                             | Periode   | Gebruikt als                     | Beschrijving         |
| -------------------- | -------------------------------- | --------- | -------------------------------- | -------------------- |
| Koninkrijk Sarawak   | Vlag van de Koninkrijk Sarawak   | 1870-1946 | Vlag van de Koninkrijk Sarawak   | zie Vlag van Sarawak |
| Kroonkolonie Sarawak | Vlag van de Kroonkolonie Sarawak | 1946-1963 | Vlag van de Kroonkolonie Sarawak | zie Vlag van Sarawak |

### Seychellen
| Gebied     | Vlag                                      | Periode   | Gebruikt als                  | Beschrijving            |
| ---------- | ----------------------------------------- | --------- | ----------------------------- | ----------------------- |
| Seychellen | Koloniale vlag van Seychellen (1903–1961) | 1903-1961 | Koloniale vlag van Seychellen | zie Vlag van Seychellen |
| Seychellen | Koloniale vlag van Seychellen (1961–1976) | 1961-1976 | Koloniale vlag van Seychellen | zie Vlag van Seychellen |

### Sierra Leone
| Gebied                    | Vlag                                   | Periode   | Gebruikt als                           | Beschrijving              |
| ------------------------- | -------------------------------------- | --------- | -------------------------------------- | ------------------------- |
| Protectoraat Sierra Leone | vlag van het Protectoraat Sierra Leone | 1899-1916 | vlag van het Protectoraat Sierra Leone | zie Vlag van Sierra Leone |
| Protectoraat Sierra Leone | vlag van het Protectoraat Sierra Leone | 1916-1961 | vlag van het Protectoraat Sierra Leone | zie Vlag van Sierra Leone |

### Singapore
| Gebied                 | Vlag                               | Periode   | Gebruikt als                       | Beschrijving           |
| ---------------------- | ---------------------------------- | --------- | ---------------------------------- | ---------------------- |
| Kroonkolonie Singapore | Vlag van de Kroonkolonie Singapore | 1946-1952 | Vlag van de Kroonkolonie Singapore | zie Vlag van Singapore |
| Kroonkolonie Singapore | Vlag van de Kroonkolonie Singapore | 1952-1959 | Vlag van de Kroonkolonie Singapore | zie Vlag van Singapore |
| Kroonkolonie Singapore | Vlag van de Kroonkolonie Singapore | 1959-1963 | Vlag van de Kroonkolonie Singapore | zie Vlag van Singapore |

### Sint-Helena
| Gebied      | Vlag                             | Periode   | Gebruikt als         | Beschrijving             |
| ----------- | -------------------------------- | --------- | -------------------- | ------------------------ |
| Sint-Helena | Vlag van Sint-Helena (1874–1984) | 1874-1984 | Vlag van Sint-Helena | zie Vlag van Sint-Helena |

### Somaliland
| Gebied           | Vlag                                            | Periode   | Gebruikt als                        | Beschrijving            |
| ---------------- | ----------------------------------------------- | --------- | ----------------------------------- | ----------------------- |
| Brits-Somaliland | Koloniale vlag van Brits Somaliland (1903–1950) | 1903-1950 | Koloniale vlag van Brits-Somaliland | zie Vlag van Somaliland |
| Brits-Somaliland | Handelsvlag van Brits Somaliland (1903–1950)    | 1903-1950 | Handelsvlag van Brits-Somaliland    | zie Vlag van Somaliland |
| Brits-Somaliland | Koloniale vlag van Brits Somaliland (1950–1952) | 1950-1952 | Koloniale vlag van Brits-Somaliland | zie Vlag van Somaliland |
| Brits-Somaliland | Handelsvlag van Brits Somaliland (1950–1952)    | 1950-1952 | Handelsvlag van Brits-Somaliland    | zie Vlag van Somaliland |
| Brits-Somaliland | Koloniale vlag van Brits Somaliland (1952–1960) | 1952-1960 | Koloniale vlag van Brits-Somaliland | zie Vlag van Somaliland |
| Brits-Somaliland | Handelsvlag van Brits Somaliland (1952–1960)    | 1952-1960 | Handelsvlag van Brits-Somaliland    | zie Vlag van Somaliland |

### Tanganyika
| Gebied     | Vlag                                  | Periode   | Gebruikt als                          | Beschrijving          |
| ---------- | ------------------------------------- | --------- | ------------------------------------- | --------------------- |
| Tanganyika | Vlag van het mandaatgebied Tanganyika | 1919-1961 | Vlag van het mandaatgebied Tanganyika | zie Vlag van Tanzania |

### Tasmanië
| Gebied             | Vlag              | Periode   | Gebruikt als      | Beschrijving |
| ------------------ | ----------------- | --------- | ----------------- | --- |
| Provincie Tasmanië | Vlag van Tasmanië | 1875      | Vlag van Tasmanië | De vlag bestaat uit een wit kruis op een blauw veld, in het kanton stond de vlag van het Verenigd Koninkrijk en in de rechterzijde stonden vijf vijfpuntige sterren van het Zuiderkruis. |
| Provincie Tasmanië | Vlag van Tasmanië | 1876-1901 | Vlag van Tasmanië | De vlag van Tasmanië is een Brits blue ensign met aan de rechterkant een witte cirkel met een rode leeuw, die de band met Engeland moet symboliseren.                                    |

### Transvaalkolonie
| Gebied           | Vlag                         | Periode   | Gebruikt als                 | Beschrijving           |
| ---------------- | ---------------------------- | --------- | ---------------------------- | ---------------------- |
| Transvaalkolonie | Koloniale vlag van Transvaal | 1900-1910 | Koloniale vlag van Transvaal | zie Vlag van Transvaal |

### Trinidad en Tobago
| Gebied             | Vlag                                  | Periode   | Gebruikt als                          | Beschrijving                    |
| ------------------ | ------------------------------------- | --------- | ------------------------------------- | ------------------------------- |
| Trinidad en Tobago | Koloniale vlag van Trinidad en Tobago | 1889-1958 | Koloniale vlag van Trinidad en Tobago | zie Vlag van Trinidad en Tobago |
| Trinidad en Tobago | Handelsvlag van Trinidad en Tobago    | 1889-1958 | Handelsvlag van Trinidad en Tobago    | zie Vlag van Trinidad en Tobago |
| Trinidad en Tobago | Koloniale vlag van Trinidad en Tobago | 1958-1962 | Koloniale vlag van Trinidad en Tobago | zie Vlag van Trinidad en Tobago |
| Trinidad en Tobago | Handelsvlag van Trinidad en Tobago    | 1958-1962 | Handelsvlag van Trinidad en Tobago    | zie Vlag van Trinidad en Tobago |

### Turks- en Caicoseilanden
| Gebied                   | Vlag                                             | Periode   | Gebruikt als                         | Beschrijving                             |
| ------------------------ | ------------------------------------------------ | --------- | ------------------------------------ | ---------------------------------------- |
| Turks- en Caicoseilanden | Vlag van de Turks- en Caicoseilanden (1889–1968) | 1889–1968 | Vlag van de Turks- en Caicoseilanden | zie Vlag van de Turks- en Caicoseilanden |
| Turks- en Caicoseilanden | Vlag van de Turks- en Caicoseilanden (1968–1999) | 1968-1999 | Vlag van de Turks- en Caicoseilanden | zie Vlag van de Turks- en Caicoseilanden |

### Tuvalu
| Gebied | Vlag                        | Periode   | Gebruikt als    | Beschrijving        |
| ------ | --------------------------- | --------- | --------------- | ------------------- |
| Tuvalu | Vlag van Tuvalu (1976–1978) | 1976-1978 | Vlag van Tuvalu | zie Vlag van Tuvalu |

### Vancouvereiland
| Gebied          | Vlag                               | Periode   | Gebruikt als                       | Beschrijving                 |
| --------------- | ---------------------------------- | --------- | ---------------------------------- | ---------------------------- |
| Vancouvereiland | Koloniale vlag van Vancouvereiland | 1849-1866 | Koloniale vlag van Vancouvereiland | zie Vlag van Vancouvereiland |

### Verdragsstaten
| Gebied         | Vlag                       | Periode   | Gebruikt als               | Beschrijving                                 |
| -------------- | -------------------------- | --------- | -------------------------- | -------------------------------------------- |
| Verdragsstaten | Vlag van de Verdragsstaten | 1820-1936 | Vlag van de Verdragsstaten | zie Vlag van de Verenigde Arabische Emiraten |
| Verdragsstaten | Vlag van de Verdragsstaten | 1936-1964 | Vlag van de Verdragsstaten | zie Vlag van de Verenigde Arabische Emiraten |
| Verdragsstaten | Vlag van de Verdragsstaten | 1964-1971 | Vlag van de Verdragsstaten | zie Vlag van de Verenigde Arabische Emiraten |

### Victoria
| Gebied             | Vlag              | Periode   | Gebruikt als      | Beschrijving |
| ------------------ | ----------------- | --------- | ----------------- | --- |
| Provincie Victoria | Vlag van Victoria | 1870-1877 | Vlag van Victoria | De vlag van Victoria is een Brits blue ensign met aan de rechterkant die het sterrenbeeld Zuiderkruis.                                                                     |
| Provincie Victoria | Vlag van Victoria | 1877      | Vlag van Victoria | De vlag van Victoria is een Brits blue ensign met aan de rechterkant een witte cirkel met daarin het gekroonde blauwe wapenschild met daarin het sterrenbeeld Zuiderkruis. |
| Provincie Victoria | Vlag van Victoria | 1877-1901 | Vlag van Victoria | De vlag van Victoria is een Brits blue ensign met aan de rechterkant die het sterrenbeeld Zuiderkruis. Boven de sterren staat de Sint-Eduardskroon.                        |

### Weihai
| Gebied         | Vlag                       | Periode   | Gebruikt als               | Beschrijving        |
| -------------- | -------------------------- | --------- | -------------------------- | ------------------- |
| Kolonie Weihai | Vlag van de Kolonie Weihai | 1903-1930 | Vlag van de Kolonie Weihai | zie Vlag van Weihai |

### West-Australië
| Gebied                   | Vlag                    | Periode   | Gebruikt als            | Beschrijving |
| ------------------------ | ----------------------- | --------- | ----------------------- | --- |
| Provincie West-Australië | Vlag van West-Australië | 1870-1901 | Vlag van West-Australië | Brits blue ensign met aan de rechterkant een zwarte zwaan in een gele cirkel. De zwaan keek weg van de hijszijde. |

### West-Indische Federatie
| Gebied                  | Vlag                                | Periode   | Gebruikt als                        | Beschrijving                            |
| ----------------------- | ----------------------------------- | --------- | ----------------------------------- | --------------------------------------- |
| West-Indische Federatie | Vlag van de West-Indische Federatie | 1958-1962 | Vlag van de West-Indische Federatie | zie Vlag van de West-Indische Federatie |

### West-Samoa
| Gebied                   | Vlag                                  | Periode   | Gebruikt als                          | Beschrijving                                                                          |
| ------------------------ | ------------------------------------- | --------- | ------------------------------------- | ------------------------------------------------------------------------------------- |
| Mandaatgebied West-Samoa | Vlag van het Mandaatgebied West-Samoa | 1914-1920 | Vlag van het Mandaatgebied West-Samoa | De vlag van Nieuw-Zeeland werd gebruikt tijdens de controle van de NZ-strijdkrachten. |
| Mandaatgebied West-Samoa | Vlag van het Mandaatgebied West-Samoa | 1920-1962 | Vlag van het Mandaatgebied West-Samoa | zie Vlag van Samoa                                                                    |

### Witu-protectoraat
| Gebied            | Vlag                                     | Periode   | Gebruikt als                             | Beschrijving                   |
| ----------------- | ---------------------------------------- | --------- | ---------------------------------------- | ------------------------------ |
| Witu-protectoraat | Koloniale vlag van het Witu-protectoraat | 1893-1920 | Koloniale vlag van het Witu-protectoraat | zie Vlag van Witu-Protectoraat |

### Zanzibar
| Gebied             | Vlag                            | Periode   | Gebruikt als                    | Beschrijving          |
| ------------------ | ------------------------------- | --------- | ------------------------------- | --------------------- |
| Sultanaat Zanzibar | Vlag van het Sultanaat Zanzibar | 1856-1896 | Vlag van het Sultanaat Zanzibar | zie Vlag van Zanzibar |
| Sultanaat Zanzibar | Vlag van het Sultanaat Zanzibar | 1896-1963 | Vlag van het Sultanaat Zanzibar | zie Vlag van Zanzibar |

### Zuid-Afrika
Zuid-Afrika werd in 1931 officieel onafhankelijk van het Verenigd Koninkrijk na de formele goedkeuring van het Statuut van Westminster.
| Gebied                          | Vlag                                           | Periode   | Gebruikt als                                   | Beschrijving                         |
| ------------------------------- | ---------------------------------------------- | --------- | ---------------------------------------------- | ------------------------------------ |
| Unie van Zuid-Afrika (dominion) | Vlag van de Unie van Zuid-Afrika               | 1910-1912 | Vlag van de Unie van Zuid-Afrika               | zie Vlag van de Unie van Zuid-Afrika |
| Unie van Zuid-Afrika (dominion) | Dienstvlag ter zee van de Unie van Zuid-Afrika | 1910-1928 | Dienstvlag ter zee van de Unie van Zuid-Afrika | zie Vlag van de Unie van Zuid-Afrika |
| Unie van Zuid-Afrika (dominion) | Vlag van de Unie van Zuid-Afrika               | 1912-1928 | Vlag van de Unie van Zuid-Afrika               | zie Vlag van de Unie van Zuid-Afrika |
| Unie van Zuid-Afrika (dominion) | Vlag van de Unie van Zuid-Afrika               | 1928-1961 | Vlag van de Unie van Zuid-Afrika               | zie Vlag van de Unie van Zuid-Afrika |

### Zuid-Australië
| Gebied                   | Vlag                    | Periode   | Gebruikt als            | Beschrijving |
| ------------------------ | ----------------------- | --------- | ----------------------- | --- |
| Provincie Zuid-Australië | Vlag van Zuid-Australië | 1870-1876 | Vlag van Zuid-Australië | De vlag van Zuid-Australië is een Brits blue ensign met aan de rechterkant een zwarte cirkel met daarin het Zuiderkruis en de twee wijzers (Alpha Centauri en Beta Centauri). |
| Provincie Zuid-Australië | Vlag van Zuid-Australië | 1876-1901 | Vlag van Zuid-Australië | De vlag van Zuid-Australië is een Brits blue ensign met aan de rechterkant een gouden cirkel met daarin een Australische ekster die zijn vleugels uitspreidt.                 |

### Zuid-Georgia en de Zuidelijke Sandwicheilanden
| Gebied                                         | Vlag                                                                | Periode   | Gebruikt als                                            | Beschrijving                                                |
| ---------------------------------------------- | ------------------------------------------------------------------- | --------- | ------------------------------------------------------- | ----------------------------------------------------------- |
| Zuid-Georgia en de Zuidelijke Sandwicheilanden | Vlag van Zuid-Georgia en de Zuidelijke Sandwicheilanden (1992-1999) | 1992-1999 | Vlag van Zuid-Georgia en de Zuidelijke Sandwicheilanden | zie Vlag van Zuid-Georgia en de Zuidelijke Sandwicheilanden |

## Historische gouverneursvlaggen
| Gebied                              | Vlag                                                                                                | Periode    | Gebruikt als                                                                            | Beschrijving                                                     |
| ----------------------------------- | --------------------------------------------------------------------------------------------------- | ---------- | --------------------------------------------------------------------------------------- | ---------------------------------------------------------------- |
| Anglo-Egyptisch Soedan              | Vlag van de gouverneur-generaal van Anglo-Egyptisch Soedan                                          | 1922-1956  | Vlag van de gouverneur-generaal van Anglo-Egyptisch Soedan                              | zie Vlag van Soedan                                              |
| Antigua en Barbuda                  | Vlag van de gouverneur van Antigua en Barbuda                                                       | 1956-1981  | Vlag van de gouverneur van Antigua en Barbuda                                           | zie Vlag van Antigua en Barbuda                                  |
| Australië                           | Vlag van de gouverneur-generaal van Australië                                                       | 1902-1908  | Vlag van de gouverneur-generaal van Australië                                           | zie Vlag van Australië                                           |
| Australië                           | Vlag van de gouverneur-generaal van Australië                                                       | 1908-1936  | Vlag van de gouverneur-generaal van Australië                                           | zie Vlag van Australië                                           |
| Basutoland                          | Vlag van de resident-commissaris van Basutoland                                                     | 1951-1966  | Vlag van de resident-commissaris van Basutoland                                         | zie Vlag van Lesotho                                             |
| Brits-West-Afrika                   | Vlag van de oppergouverneur van Brits-West-Afrika                                                   | 1821-1888  | Vlag van de oppergouverneur van Brits-West-Afrika                                       | zie Vlag van Gambia                                              |
| Canada                              | Vlag van de gouverneur-generaal van Canada                                                          | 1869-1901  | Vlag van de gouverneur-generaal van Canada                                              | zie Vlag van Canada                                              |
| Canada                              | Vlag van de gouverneur-generaal van Canada                                                          | 1901-1921  | Vlag van de gouverneur-generaal van Canada                                              | zie Vlag van Canada                                              |
| Canada                              | Vlag van de gouverneur-generaal van Canada                                                          | 1921-1931  | Vlag van de gouverneur-generaal van Canada                                              | zie Vlag van Canada                                              |
| Brits-Ceylon                        | Vlag van de gouverneur van Ceylon                                                                   | 1875-1948  | Vlag van de gouverneur van Ceylon                                                       | zie Vlag van Sri Lanka                                           |
| Kroonkolonie Cyprus                 | Vlag van de hoge commissaris van de Kroonkolonie Cyprus                                             | 1914-1925  | Vlag van de hoge commissaris van de Kroonkolonie Cyprus                                 | zie Vlag van Cyprus                                              |
| Kroonkolonie Cyprus                 | Vlag van de hoge commissaris en de gouverneur van de Kroonkolonie Cyprus                            | 1925-1964  | Vlag van de hoge commissaris en de gouverneur van de Kroonkolonie Cyprus                | zie Vlag van Cyprus                                              |
| Kolonie Fiji                        | Vlag van de gouverneur van Fiji                                                                     | 1877-1883  | Vlag van de gouverneur van Fiji                                                         | zie Vlag van Fiji                                                |
| Kolonie Fiji                        | Vlag van de gouverneur van Fiji                                                                     | 1883-1903  | Vlag van de gouverneur van Fiji                                                         | zie Vlag van Fiji                                                |
| Kolonie Fiji                        | Vlag van de gouverneur van Fiji                                                                     | 1903-1908  | Vlag van de gouverneur van Fiji                                                         | zie Vlag van Fiji                                                |
| Kolonie Fiji                        | Vlag van de gouverneur van Fiji                                                                     | 1908-1970  | Vlag van de gouverneur van Fiji                                                         | zie Vlag van Fiji                                                |
| Kolonie en Protectoraat Gambia      | Vlag van de gouverneur van Gambia                                                                   | 1888-1965  | Vlag van de gouverneur van Gambia                                                       | zie Vlag van Gambia                                              |
| Brits-Honduras                      | Vlag van de gouverneur van Brits-Honduras                                                           | 1884-1981  | Vlag van de gouverneur van Brits-Honduras                                               | zie Vlag van Belize                                              |
| Brits Hongkong                      | Vlag van de gouverneur van Brits Hongkong                                                           | 1910-1955  | Vlag van de gouverneur van Brits Hongkong                                               | zie Vlag van Hongkong                                            |
| Brits Hongkong                      | Vlag van de gouverneur van Brits Hongkong                                                           | 1955-1959  | Vlag van de gouverneur van Brits Hongkong                                               | zie Vlag van Hongkong                                            |
| Brits Hongkong                      | Vlag van de gouverneur van Brits Hongkong                                                           | 1959-1997  | Vlag van de gouverneur van Brits Hongkong                                               | zie Vlag van Hongkong                                            |
| Ierse Republiek                     | Vlag van Lord Lieutenant of Ireland                                                                 | 1921-1922  | Vlag van Lord Lieutenant of Ireland                                                     | De Union Jack met in het midden het wapen van Ierland geplaatst. |
| Brits-Indië                         | Vlag van de gouverneur-generaal van Brits-Indië (1880-1947)                                         | 1885-1947  | Vlag van de gouverneur-generaal van Brits-Indië                                         | zie Vlag van India                                               |
| Jamaica                             | Vlag van de gouverneur van Jamaica                                                                  | 1875-1906  | Vlag van de gouverneur van Jamaica                                                      | zie Vlag van Jamaica                                             |
| Jamaica                             | Vlag van de gouverneur van Jamaica                                                                  | 1906-1957  | Vlag van de gouverneur van Jamaica                                                      | zie Vlag van Jamaica                                             |
| Jamaica                             | Vlag van de gouverneur van Jamaica                                                                  | 1957-1962  | Vlag van de gouverneur van Jamaica                                                      | zie Vlag van Jamaica                                             |
| Jamaica                             | Vlag van de gouverneur van Jamaica                                                                  | 1962       | Vlag van de gouverneur van Jamaica                                                      | zie Vlag van Jamaica                                             |
| Kroonkolonie Malta                  | Vlag van de Gouverneur van de Kroonkolonie Malta                                                    | 1875-1898  | Vlag van de Gouverneur van de Kroonkolonie Malta                                        | zie Vlag van Malta                                               |
| Kroonkolonie Malta                  | Vlag van de Gouverneur van de Kroonkolonie Malta                                                    | 1898-1943  | Vlag van de Gouverneur van de Kroonkolonie Malta                                        | zie Vlag van Malta                                               |
| Kroonkolonie Malta                  | Vlag van de Gouverneur van de Kroonkolonie Malta                                                    | 1943-1964  | Vlag van de Gouverneur van de Kroonkolonie Malta                                        | zie Vlag van Malta                                               |
| Dominion Mauritius                  | Vlag van de gouverneur van Mauritius                                                                | 1906-1968  | Vlag van de gouverneur van Mauritius                                                    | zie Vlag van Mauritius                                           |
| Dominion Nieuw-Zeeland              | Vlag van de gouverneur van Nieuw-Zeeland                                                            | 1869-1874  | Vlag van de gouverneur van Nieuw-Zeeland                                                | zie Vlag van Nieuw-Zeeland                                       |
| Dominion Nieuw-Zeeland              | Vlag van de gouverneur van Nieuw-Zeeland                                                            | 1874-1908  | Vlag van de gouverneur van Nieuw-Zeeland                                                | zie Vlag van Nieuw-Zeeland                                       |
| Dominion Nieuw-Zeeland              | Vlag van de gouverneur van Nieuw-Zeeland                                                            | 1908-1936  | Vlag van de gouverneur van Nieuw-Zeeland                                                | zie Vlag van Nieuw-Zeeland                                       |
| Britse Nieuwe Hebriden              | Vlag van de plaatselijke commissaris van de Britse Nieuw-Hebriden                                   | 1906-1952  | Vlag van de plaatselijke commissaris van de Britse Nieuw-Hebriden                       | zie Vlag van de Nieuwe Hebriden                                  |
| Britse Nieuwe Hebriden              | Vlag van de plaatselijke commissaris van de Britse Nieuw-Hebriden                                   | 1952-1980  | Vlag van de plaatselijke commissaris van de Britse Nieuw-Hebriden                       | zie Vlag van de Nieuwe Hebriden                                  |
| Kolonie en Protectoraat Nigeria     | Vlag van de gouverneur en de gouverneur-generaal van de Kolonie en Protectoraat Nigeria (1914–1952) | 1914-1952  | Vlag van de gouverneur en de gouverneur-generaal van de Kolonie en Protectoraat Nigeria | zie Vlag van Nigeria                                             |
| Kolonie en Protectoraat Nigeria     | Vlag van de gouverneur en de gouverneur-generaal van de Kolonie en Protectoraat Nigeria (1952–1960) | 1952-1960  | Vlag van de gouverneur en de gouverneur-generaal van de Kolonie en Protectoraat Nigeria | zie Vlag van Nigeria                                             |
| Noord-Borneo                        | Vlag van de gouverneur van Noord-Borneo                                                             | 1882-1903  | Vlag van de gouverneur van Noord-Borneo                                                 | zie Vlag van Noord-Borneo                                        |
| Noord-Borneo                        | Vlag van de gouverneur van Noord-Borneo                                                             | 1903-1915  | Vlag van de gouverneur van Noord-Borneo                                                 | zie Vlag van Noord-Borneo                                        |
| Noord-Borneo                        | Vlag van de gouverneur van Noord-Borneo                                                             | 1915-1946  | Vlag van de gouverneur van Noord-Borneo                                                 | zie Vlag van Noord-Borneo                                        |
| Noord-Borneo                        | Vlag van de gouverneur van Noord-Borneo                                                             | 1948-1963  | Vlag van de gouverneur van Noord-Borneo                                                 | zie Vlag van Noord-Borneo                                        |
| Noord-Ierland                       | Vlag van de gouverneur van Noord-Ierland                                                            | 1922-1973  | Vlag van de gouverneur van Noord-Ierland                                                | zie Vlag van Noord-Ierland                                       |
| Nova Scotia                         | Vlag van de luitenant-gouverneur van Nova Scotia                                                    | sinds 1929 | Vlag van de luitenant-gouverneur van Nova Scotia                                        | zie Vlag van Nova Scotia                                         |
| Protectoraat Nyasaland              | Vlag van de gouverneur van Nyasaland                                                                | 1914-1925  | Vlag van de gouverneur van Nyasaland                                                    | zie Vlag van Malawi                                              |
| Protectoraat Nyasaland              | Vlag van de gouverneur van Nyasaland                                                                | 1925-1964  | Vlag van de gouverneur van Nyasaland                                                    | zie Vlag van Malawi                                              |
| Ontario                             | Vlag van de luitenant-gouverneur van Ontario                                                        | 1959-1965  | Vlag van de luitenant-gouverneur van Ontario                                            | zie Vlag van Ontario                                             |
| Noord-Rhodesië                      | Vlag van de gouverneur van Noord-Rhodesië                                                           | 1939-1964  | Vlag van de gouverneur van Noord-Rhodesië                                               | zie Vlag van Noord-Rhodesië                                      |
| Federatie van Rhodesië en Nyasaland | Vlag van de gouverneur-generaal van de Federatie van Rhodesië en Nyasaland                          | 1953-1963  | Vlag van de gouverneur-generaal van de Federatie van Rhodesië en Nyasaland              | zie Vlag van de Federatie van Rhodesië en Nyasaland              |
| Zuid-Rhodesië                       | Vlag van de gouverneur van Zuid-Rhodesië                                                            | 1924-1951  | Vlag van de gouverneur van Zuid-Rhodesië                                                | zie Vlag van Zuid-Rhodesië                                       |
| Zuid-Rhodesië                       | Vlag van de gouverneur van Zuid-Rhodesië                                                            | 1951-1952  | Vlag van de gouverneur van Zuid-Rhodesië                                                | zie Vlag van Zuid-Rhodesië                                       |
| Zuid-Rhodesië                       | Vlag van de gouverneur van Zuid-Rhodesië                                                            | 1952-1970  | Vlag van de gouverneur van Zuid-Rhodesië                                                | zie Vlag van Zuid-Rhodesië                                       |
| Zuid-Rhodesië                       | Huishoudelijke vlag van de gouverneur van Zuid-Rhodesië                                             | 1940-1952  | Huishoudelijke vlag van de gouverneur van Zuid-Rhodesië                                 | zie Vlag van Zuid-Rhodesië                                       |
| Zuid-Rhodesië                       | Huishoudelijke vlag van de gouverneur van Zuid-Rhodesië                                             | 1952-1970  | Huishoudelijke vlag van de gouverneur van Zuid-Rhodesië                                 | zie Vlag van Zuid-Rhodesië                                       |
| Kroonkolonie Sarawak                | Vlag van de gouverneur van de Kroonkolonie Sarawak                                                  | 1946-1963  | Vlag van de gouverneur van de Kroonkolonie Sarawak                                      | zie Vlag van Sarawak                                             |
| Seychellen                          | Vlag van de gouverneur van Seychellen                                                               | 1903-1961  | Vlag van de gouverneur van Seychellen                                                   | zie Vlag van Seychellen                                          |
| Seychellen                          | Vlag van de gouverneur van Seychellen                                                               | 1961-1976  | Vlag van de gouverneur van Seychellen                                                   | zie Vlag van Seychellen                                          |
| Protectoraat Sierra Leone           | Vlag van de gouverneur van Sierra Leone                                                             | 1916-1961  | Vlag van de gouverneur van Sierra Leone                                                 | zie Vlag van Sierra Leone                                        |
| Kroonkolonie Singapore              | Vlag van de gouverneur van de Kroonkolonie Singapore                                                | 1946-1959  | Vlag van de gouverneur van de Kroonkolonie Singapore                                    | zie Vlag van Singapore                                           |
| Britse Straits Settlements          | Vlag van de gouverneur van de Britse Straits Settlements                                            | 1904-1946  | Vlag van de gouverneur van de Britse Straits Settlements                                | zie Vlag van de Britse Straits Settlements                       |
| Kolonie Weihai                      | Vlag van de gouverneur van de Kolonie Weihai                                                        | 1899-1903  | Vlag van de gouverneur van de Kolonie Weihai                                            | zie Vlag van Weihai                                              |
| Kolonie Weihai                      | Vlag van de gouverneur van de Kolonie Weihai                                                        | 1903-1930  | Vlag van de gouverneur van de Kolonie Weihai                                            | zie Vlag van Weihai                                              |
| Zanzibar                            | Vlag van de Britse resident van Zanzibar                                                            | 1955-1963  | Vlag van de Britse resident van Zanzibar                                                | zie Vlag van Zanzibar                                            |
| Unie van Zuid-Afrika (dominion)     | Vlag van de gouverneur-generaal van de Unie van Zuid-Afrika                                         | 1910-1931  | Vlag van de gouverneur-generaal van de Unie van Zuid-Afrika                             | zie Vlag van Zuid-Afrika                                         |

## Overige vlaggen
| Organisatie                    | Vlag                                           | Periode    | Gebruikt als                                   | Beschrijving |
| ------------------------------ | ---------------------------------------------- | ---------- | ---------------------------------------------- | --- |
| Britse Oost-Indische Compagnie | Vlag van de Britse Oost-Indische Compagnie     | 1606-1707  | Vlag van de Britse Oost-Indische Compagnie     | zie Vlag van de Britse Oost-Indische Compagnie |
| Britse Oost-Indische Compagnie | Vlag van de Britse Oost-Indische Compagnie     | 1707-1800  | Vlag van de Britse Oost-Indische Compagnie     | zie Vlag van de Britse Oost-Indische Compagnie |
| Britse Oost-Indische Compagnie | Vlag van de Britse Oost-Indische Compagnie     | 1801-1858  | Vlag van de Britse Oost-Indische Compagnie     | zie Vlag van de Britse Oost-Indische Compagnie |
| Hudson's Bay Company           | Vlag van de Hudson's Bay Company               | 1682-1707  | Vlag van de Hudson's Bay Company               | zie Vlag van de Hudson's Bay Company |
| Hudson's Bay Company           | Vlag van de Hudson's Bay Company               | 1707-1801  | Vlag van de Hudson's Bay Company               | zie Vlag van de Hudson's Bay Company |
| Hudson's Bay Company           | Vlag van de Hudson's Bay Company               | 1801-1965  | Vlag van de Hudson's Bay Company               | zie Vlag van de Hudson's Bay Company |
| North West Company             | Vlag van de North West Company                 | tot 1801   | Vlag van de North West Company                 | zie Vlag van de North West Company |
| North West Company             | Vlag van de North West Company                 | 1801-1821  | Vlag van de North West Company                 | zie Vlag van de North West Company |
| British South Africa Company   | Vlag van de British South Africa Company       | 1889-1961  | Vlag van de British South Africa Company       | zie Vlag van de British South Africa Company |
| British South Africa Company   | Dienstvlag van de British South Africa Company | 1889-1961  | Dienstvlag van de British South Africa Company | zie Vlag van de British South Africa Company |
| Lord Lieutenant of Ireland     | Vlag van Lord Lieutenant of Ireland            | 1801-1922  | Vlag van Lord Lieutenant of Ireland            | De Union Jack met in het midden het wapen van Ierland geplaatst. |
| Ierland                        | Green Ensign                                   | 1701-1800  | Green Ensign                                   | Een onofficiële koopvaardijvlag bestaande uit een groen veld met een eerdere versie van de gouden harp en de vlag van Engeland in het kanton. |
| Ierland                        | Green Ensign                                   | 1800-1922  | Green Ensign                                   | Een onofficiële koopvaardijvlag bestaande uit een groen veld met gouden harp en de Union Jack in het kanton. |
| Britse Rijk                    | Vlag van het Britse Rijk                       | 1910-1921  | Vlag van het Britse Rijk                       | Een onofficiële vlag van het Britse Rijk met daarop de samenstellende dominions en India. De oorsprong is onduidelijk, maar hij kan pas na 1910 in gebruik zijn genomen, toen Zuid-Afrika een wapenschild kreeg. Wapperde door burgers in het hele rijk tijdens het interbellum voor de British Empire Exhibition en Empire Day. Het wordt nog steeds gebruikt bij het Dangarsleigh War Memorial. |
| Britse Rijk                    | Vlag van het Britse Rijk                       | 1921       | Vlag van het Britse Rijk                       | Een onofficiële vlag van het Britse Rijk met daarop de samenstellende dominions en India. De oorsprong is onduidelijk, maar hij kan pas na 1910 in gebruik zijn genomen, toen Zuid-Afrika een wapenschild kreeg. Wapperde door burgers in het hele rijk tijdens het interbellum voor de British Empire Exhibition en Empire Day. Het wordt nog steeds gebruikt bij het Dangarsleigh War Memorial. |
| Britse Rijk                    | Vlag van het Britse Rijk                       | 1921-1930  | Vlag van het Britse Rijk                       | Een onofficiële vlag van het Britse Rijk met daarop de samenstellende dominions en India. De oorsprong is onduidelijk, maar hij kan pas na 1910 in gebruik zijn genomen, toen Zuid-Afrika een wapenschild kreeg. Wapperde door burgers in het hele rijk tijdens het interbellum voor de British Empire Exhibition en Empire Day. Het wordt nog steeds gebruikt bij het Dangarsleigh War Memorial. |
| Britse Rijk                    | Vlag van het Britse Rijk                       | sinds 1930 | Vlag van het Britse Rijk                       | Een onofficiële vlag van het Britse Rijk met daarop de samenstellende dominions en India. De oorsprong is onduidelijk, maar hij kan pas na 1910 in gebruik zijn genomen, toen Zuid-Afrika een wapenschild kreeg. Wapperde door burgers in het hele rijk tijdens het interbellum voor de British Empire Exhibition en Empire Day. Het wordt nog steeds gebruikt bij het Dangarsleigh War Memorial. |